# Feyenoord in het seizoen 1988/89
Dit is een pagina over voetbalclub Feyenoord in het seizoen 1988/89.

## Selectie
| * = Aanvoerder \| Leeftijden op 1 juli 1988 | * = Aanvoerder \| Leeftijden op 1 juli 1988 | * = Aanvoerder \| Leeftijden op 1 juli 1988 | * = Aanvoerder \| Leeftijden op 1 juli 1988 | * = Aanvoerder \| Leeftijden op 1 juli 1988 | * = Aanvoerder \| Leeftijden op 1 juli 1988 | * = Aanvoerder \| Leeftijden op 1 juli 1988 | * = Aanvoerder \| Leeftijden op 1 juli 1988 | * = Aanvoerder \| Leeftijden op 1 juli 1988 | * = Aanvoerder \| Leeftijden op 1 juli 1988 | * = Aanvoerder \| Leeftijden op 1 juli 1988 | * = Aanvoerder \| Leeftijden op 1 juli 1988 | * = Aanvoerder \| Leeftijden op 1 juli 1988 | * = Aanvoerder \| Leeftijden op 1 juli 1988 | * = Aanvoerder \| Leeftijden op 1 juli 1988 | * = Aanvoerder \| Leeftijden op 1 juli 1988 | * = Aanvoerder \| Leeftijden op 1 juli 1988  | * = Aanvoerder \| Leeftijden op 1 juli 1988 | * = Aanvoerder \| Leeftijden op 1 juli 1988 |
| ------------------------------------------- | ------------------------------------------- | ------------------------------------------- | ------------------------------------------- | ------------------------------------------- | ------------------------------------------- | ------------------------------------------- | ------------------------------------------- | ------------------------------------------- | ------------------------------------------- | ------------------------------------------- | ------------------------------------------- | ------------------------------------------- | ------------------------------------------- | ------------------------------------------- | ------------------------------------------- | -------------------------------------------- | ------------------------------------------- | ------------------------------------------- |
| nat                                         | lft *                                       | Naam                                        | Huidig seizoen                              | Huidig seizoen                              | Huidig seizoen                              | Huidig seizoen                              | Huidig seizoen                              | Huidig seizoen                              | Huidig seizoen                              | Huidig seizoen                              | Huidig seizoen                              | Huidig seizoen                              | Seizoen                                     | Vorige club                                 | Debuut (Competitiedebuut)                   | Debuutwedstrijd (Competitiedebuut wedstrijd) | Opmerkingen                                 |                                             |
| nat                                         | lft *                                       | Naam                                        | Totaal bij Feyenoord                        |                                             |                                             |                                             |                                             |                                             |                                             |                                             |                                             |                                             | Seizoen                                     | Vorige club                                 | Debuut (Competitiedebuut)                   | Debuutwedstrijd (Competitiedebuut wedstrijd) | Opmerkingen                                 |                                             |
| nat                                         | lft *                                       | Naam                                        | Competitie                                  | Competitie                                  | Beker                                       | Beker                                       | Europees                                    | Europees                                    | Overig                                      | Overig                                      | Totaal                                      | Totaal                                      | Seizoen                                     | Vorige club                                 | Debuut (Competitiedebuut)                   | Debuutwedstrijd (Competitiedebuut wedstrijd) | Opmerkingen                                 |                                             |
| nat                                         | lft *                                       | Naam                                        | W                                           |                                             | W                                           |                                             | W                                           |                                             | W                                           |                                             | W                                           |                                             | Seizoen                                     | Vorige club                                 | Debuut (Competitiedebuut)                   | Debuutwedstrijd (Competitiedebuut wedstrijd) | Opmerkingen                                 |                                             |
|                                             |                                             |                                             | Keepers                                     |                                             |                                             |                                             |                                             |                                             |                                             |                                             |                                             |                                             |                                             |                                             |                                             |                                              |                                             |                                             |
| Vlag van Nederland                          | 19                                          | Ricardo de Jongh                            | 6                                           | 0                                           | 0                                           | 0                                           | 0                                           | 0                                           | 0                                           | 0                                           | 6                                           | 0                                           | 3e                                          | Jong Feyenoord                              | 10 mei 1987                                 | Feyenoord - Fortuna Sittard, 1-1             |                                             |                                             |
| Vlag van Nederland                          | 19                                          | Ricardo de Jongh                            | 12                                          | 0                                           | 0                                           | 0                                           | 2                                           | 0                                           | 0                                           | 0                                           | 12                                          | 0                                           | 3e                                          | Jong Feyenoord                              | 10 mei 1987                                 | Feyenoord - Fortuna Sittard, 1-1             |                                             |                                             |
| Vlag van Polen                              | 30                                          | Henryk Bolesta                              | 7                                           | 0                                           | 0                                           | 0                                           | 0                                           | 0                                           | 0                                           | 0                                           | 7                                           | 0                                           | 1e                                          | Widzew Łódź                                 | 19 januari 1989                             | PSV - Feyenoord, 1-0                         |                                             |                                             |
| Vlag van Polen                              | 30                                          | Henryk Bolesta                              | 7                                           | 0                                           | 0                                           | 0                                           | 0                                           | 0                                           | 0                                           | 0                                           | 7                                           | 0                                           | 1e                                          | Widzew Łódź                                 | 19 januari 1989                             | PSV - Feyenoord, 1-0                         |                                             |                                             |
| Vlag van Nederland                          | 29                                          | Joop Hiele                                  | 23                                          | 0                                           | 0                                           | 0                                           | 0                                           | 0                                           | 0                                           | 0                                           | 23                                          | 0                                           | 12e                                         | Jong Feyenoord                              | 2 april 1978                                | Feyenoord - Telstar, 1-1                     |                                             |                                             |
| Vlag van Nederland                          | 29                                          | Joop Hiele                                  | 300                                         | 0                                           | 37                                          | 0                                           | 30                                          | 0                                           | 0                                           | 0                                           | 367                                         | 0                                           | 12e                                         | Jong Feyenoord                              | 2 april 1978                                | Feyenoord - Telstar, 1-1                     |                                             |                                             |
|                                             |                                             |                                             | Verdedigers                                 |                                             |                                             |                                             |                                             |                                             |                                             |                                             |                                             |                                             |                                             |                                             |                                             |                                              |                                             |                                             |
| Vlag van Nederland                          | 25                                          | Paul Nortan                                 | 31                                          | 0                                           | 0                                           | 0                                           | 0                                           | 0                                           | 0                                           | 0                                           | 31                                          | 0                                           | 1e                                          | AZ                                          | 21 augustus 1988                            | Feyenoord - PSV, 2-2                         |                                             |                                             |
| Vlag van Nederland                          | 25                                          | Paul Nortan                                 | 31                                          | 0                                           | 0                                           | 0                                           | 0                                           | 0                                           | 0                                           | 0                                           | 31                                          | 0                                           | 1e                                          | AZ                                          | 21 augustus 1988                            | Feyenoord - PSV, 2-2                         |                                             |                                             |
| Vlag van Nederland                          | 28                                          | Sjaak Troost                                | 27                                          | 0                                           | 0                                           | 0                                           | 0                                           | 0                                           | 0                                           | 0                                           | 27                                          | 0                                           | 12e                                         | Jong Feyenoord                              | 9 april 1978                                | FC Volendam - Feyenoord, 1-0                 |                                             |                                             |
| Vlag van Nederland                          | 28                                          | Sjaak Troost                                | 164                                         | 3                                           | 0                                           | 0                                           | 31                                          | 2                                           | 0                                           | 0                                           | 195                                         | 5                                           | 12e                                         | Jong Feyenoord                              | 9 april 1978                                | FC Volendam - Feyenoord, 1-0                 |                                             |                                             |
| Vlag van Nederland                          | 30                                          | John Metgod                                 | 30                                          | 3                                           | 0                                           | 0                                           | 0                                           | 0                                           | 0                                           | 0                                           | 30                                          | 3                                           | 1e                                          | Tottenham Hotspur FC                        | 21 augustus 1988                            | Feyenoord - PSV, 2-2                         |                                             |                                             |
| Vlag van Nederland                          | 30                                          | John Metgod                                 | 30                                          | 3                                           | 0                                           | 0                                           | 0                                           | 0                                           | 0                                           | 0                                           | 30                                          | 3                                           | 1e                                          | Tottenham Hotspur FC                        | 21 augustus 1988                            | Feyenoord - PSV, 2-2                         |                                             |                                             |
| Vlag van Nederland                          | 23                                          | Kenneth Monkou                              | 15                                          | 2                                           | 0                                           | 0                                           | 0                                           | 0                                           | 0                                           | 0                                           | 15                                          | 2                                           | 4e                                          | Jong Feyenoord                              | 8 december 1985                             | Feyenoord - FC Groningen, 4-1                |                                             |                                             |
| Vlag van Nederland                          | 23                                          | Kenneth Monkou                              | 64                                          | 6                                           | 0                                           | 0                                           | 7                                           | 0                                           | 0                                           | 0                                           | 71                                          | 6                                           | 4e                                          | Jong Feyenoord                              | 8 december 1985                             | Feyenoord - FC Groningen, 4-1                |                                             |                                             |
| Vlag van Hongarije                          | 27                                          | Antal Róth                                  | 9                                           | 1                                           | 0                                           | 0                                           | 0                                           | 0                                           | 0                                           | 0                                           | 9                                           | 1                                           | 3e                                          | Pecsi Dosza                                 | 23 november 1986                            | Feyenoord - FC Utrecht, 1-1                  |                                             |                                             |
| Vlag van Hongarije                          | 27                                          | Antal Róth                                  | 12                                          | 2                                           | 0                                           | 0                                           | 0                                           | 0                                           | 0                                           | 0                                           | 12                                          | 2                                           | 3e                                          | Pecsi Dosza                                 | 23 november 1986                            | Feyenoord - FC Utrecht, 1-1                  |                                             |                                             |
| Vlag van Nederland                          | 27                                          | Ruud Heus                                   | 29                                          | 0                                           | 0                                           | 0                                           | 0                                           | 0                                           | 0                                           | 0                                           | 29                                          | 0                                           | 3e                                          | AZ                                          | 16 augustus 1986                            | Feyenoord - PEC Zwolle, 3-2                  |                                             |                                             |
| Vlag van Nederland                          | 27                                          | Ruud Heus                                   | 69                                          | 2                                           | 0                                           | 0                                           | 8                                           | 2                                           | 0                                           | 0                                           | 77                                          | 4                                           | 3e                                          | AZ                                          | 16 augustus 1986                            | Feyenoord - PEC Zwolle, 3-2                  |                                             |                                             |
| Vlag van Nederland                          | 29                                          | Keje Molenaar                               | 7                                           | 0                                           | 0                                           | 0                                           | 0                                           | 0                                           | 0                                           | 0                                           | 7                                           | 0                                           | 4e                                          | FC Volendam                                 | 18 augustus 1985                            | VVV-Venlo - Feyenoord, 0-1                   |                                             |                                             |
| Vlag van Nederland                          | 29                                          | Keje Molenaar                               | 94                                          | 12                                          | 0                                           | 0                                           | 10                                          | 0                                           | 0                                           | 0                                           | 104                                         | 12                                          | 4e                                          | FC Volendam                                 | 18 augustus 1985                            | VVV-Venlo - Feyenoord, 0-1                   |                                             |                                             |
| Vlag van Nederland                          | 32                                          | Ben Wijnstekers                             | 5                                           | 0                                           | 0                                           | 0                                           | 0                                           | 0                                           | 0                                           | 0                                           | 5                                           | 0                                           | 14e                                         | Jong Feyenoord                              | 7 juni 1976                                 | Feyenoord - De Graafschap, 8-0               |                                             |                                             |
| Vlag van Nederland                          | 32                                          | Ben Wijnstekers                             | 352                                         | 14                                          | 0                                           | 0                                           | 35                                          | 2                                           | 0                                           | 0                                           | 387                                         | 16                                          | 14e                                         | Jong Feyenoord                              | 7 juni 1976                                 | Feyenoord - De Graafschap, 8-0               |                                             |                                             |
|                                             |                                             |                                             | Middenvelders                               |                                             |                                             |                                             |                                             |                                             |                                             |                                             |                                             |                                             |                                             |                                             |                                             |                                              |                                             |                                             |
| Vlag van Nederland                          | 26                                          | Marcel Brands                               | 31                                          | 5                                           | 0                                           | 1                                           | 0                                           | 0                                           | 0                                           | 0                                           | 31                                          | 6                                           | 1e                                          | RKC Waalwijk                                | 21 augustus 1988                            | Feyenoord - PSV, 2-2                         |                                             |                                             |
| Vlag van Nederland                          | 26                                          | Marcel Brands                               | 31                                          | 5                                           | 0                                           | 1                                           | 0                                           | 0                                           | 0                                           | 0                                           | 31                                          | 6                                           | 1e                                          | RKC Waalwijk                                | 21 augustus 1988                            | Feyenoord - PSV, 2-2                         |                                             |                                             |
| Vlag van Nederland                          | 27                                          | Martin van Geel                             | 33                                          | 12                                          | 0                                           | 2                                           | 0                                           | 0                                           | 0                                           | 0                                           | 33                                          | 14                                          | 1e                                          | Roda JC                                     | 21 augustus 1988                            | Feyenoord - PSV, 2-2                         |                                             |                                             |
| Vlag van Nederland                          | 27                                          | Martin van Geel                             | 33                                          | 12                                          | 0                                           | 2                                           | 0                                           | 0                                           | 0                                           | 0                                           | 33                                          | 14                                          | 1e                                          | Roda JC                                     | 21 augustus 1988                            | Feyenoord - PSV, 2-2                         |                                             |                                             |
| Vlag van Nederland                          | 21                                          | Tom Krommendijk                             | 2                                           | 0                                           | 0                                           | 1                                           | 0                                           | 0                                           | 0                                           | 0                                           | 2                                           | 1                                           | 1e                                          | AZ                                          | 24 augustus 1988                            | RKC Waalwijk - Feyenoord, 1-1                |                                             |                                             |
| Vlag van Nederland                          | 21                                          | Tom Krommendijk                             | 2                                           | 0                                           | 0                                           | 1                                           | 0                                           | 0                                           | 0                                           | 0                                           | 2                                           | 1                                           | 1e                                          | AZ                                          | 24 augustus 1988                            | RKC Waalwijk - Feyenoord, 1-1                |                                             |                                             |
| Vlag van Nederland                          | 21                                          | Peter Barendse                              | 22                                          | 1                                           | 0                                           | 0                                           | 0                                           | 0                                           | 0                                           | 0                                           | 22                                          | 1                                           | 4e                                          | Jong Feyenoord                              | 22 december 1985                            | Heracles Almelo - Feyenoord, 2-5             |                                             |                                             |
| Vlag van Nederland                          | 21                                          | Peter Barendse                              | 76                                          | 6                                           | 0                                           | 0                                           | 7                                           | 0                                           | 0                                           | 0                                           | 83                                          | 6                                           | 4e                                          | Jong Feyenoord                              | 22 december 1985                            | Heracles Almelo - Feyenoord, 2-5             |                                             |                                             |
| Vlag van Nederland                          | 28                                          | Ton Lokhoff                                 | 34                                          | 6                                           | 0                                           | 1                                           | 0                                           | 0                                           | 0                                           | 0                                           | 34                                          | 7                                           | 1e                                          | Nimes Olympique                             | 21 augustus 1988                            | Feyenoord - PSV, 2-2                         |                                             |                                             |
| Vlag van Nederland                          | 28                                          | Ton Lokhoff                                 | 34                                          | 6                                           | 0                                           | 1                                           | 0                                           | 0                                           | 0                                           | 0                                           | 34                                          | 7                                           | 1e                                          | Nimes Olympique                             | 21 augustus 1988                            | Feyenoord - PSV, 2-2                         |                                             |                                             |
| Vlag van Nederland                          | 16                                          | Arjan van der Plas                          | 6                                           | 0                                           | 0                                           | 0                                           | 0                                           | 0                                           | 0                                           | 0                                           | 6                                           | 0                                           | 1e                                          | Jong Feyenoord                              | 5 februari 1989                             | FC Volendam - Feyenoord, 1-3                 |                                             |                                             |
| Vlag van Nederland                          | 16                                          | Arjan van der Plas                          | 6                                           | 0                                           | 0                                           | 0                                           | 0                                           | 0                                           | 0                                           | 0                                           | 6                                           | 0                                           | 1e                                          | Jong Feyenoord                              | 5 februari 1989                             | FC Volendam - Feyenoord, 1-3                 |                                             |                                             |
| Vlag van Nederland                          | 19                                          | Regi Blinker                                | 1                                           | 0                                           | 0                                           | 0                                           | 0                                           | 0                                           | 0                                           | 0                                           | 1                                           | 0                                           | 3e                                          | DHC Delft                                   | 16 augustus 1986                            | Feyenoord - PEC Zwolle, 3-2                  |                                             |                                             |
| Vlag van Nederland                          | 19                                          | Regi Blinker                                | 51                                          | 3                                           | 0                                           | 0                                           | 9                                           | 1                                           | 0                                           | 0                                           | 60                                          | 4                                           | 3e                                          | DHC Delft                                   | 16 augustus 1986                            | Feyenoord - PEC Zwolle, 3-2                  |                                             |                                             |
|                                             |                                             |                                             | Aanvallers                                  |                                             |                                             |                                             |                                             |                                             |                                             |                                             |                                             |                                             |                                             |                                             |                                             |                                              |                                             |                                             |
| Vlag van Nederland                          | 17                                          | Zier Tebbenhoff                             | 16                                          | 2                                           | 0                                           | 1                                           | 0                                           | 0                                           | 0                                           | 0                                           | 16                                          | 3                                           | 1e                                          | Jong Feyenoord                              | 25 september 1988                           | Feyenoord - Fortuna Sittard, 4-2             |                                             |                                             |
| Vlag van Nederland                          | 17                                          | Zier Tebbenhoff                             | 16                                          | 2                                           | 0                                           | 1                                           | 0                                           | 0                                           | 0                                           | 0                                           | 16                                          | 3                                           | 1e                                          | Jong Feyenoord                              | 25 september 1988                           | Feyenoord - Fortuna Sittard, 4-2             |                                             |                                             |
| Vlag van Polen                              | 30                                          | Wlodi Smolarek                              | 32                                          | 10                                          | 0                                           | 2                                           | 0                                           | 0                                           | 0                                           | 0                                           | 32                                          | 12                                          | 1e                                          | Eintracht Frankfurt                         | 21 augustus 1988                            | Feyenoord - PSV, 2-2                         |                                             |                                             |
| Vlag van Polen                              | 30                                          | Wlodi Smolarek                              | 32                                          | 10                                          | 0                                           | 2                                           | 0                                           | 0                                           | 0                                           | 0                                           | 32                                          | 12                                          | 1e                                          | Eintracht Frankfurt                         | 21 augustus 1988                            | Feyenoord - PSV, 2-2                         |                                             |                                             |
| Vlag van Nederland                          | 27                                          | René Hofman                                 | 30                                          | 8                                           | 0                                           | 1                                           | 0                                           | 0                                           | 0                                           | 0                                           | 30                                          | 9                                           | 3e                                          | Roda JC                                     | 16 augustus 1986                            | Feyenoord - PEC Zwolle, 3-2                  |                                             |                                             |
| Vlag van Nederland                          | 27                                          | René Hofman                                 | 95                                          | 31                                          | 0                                           | 1                                           | 10                                          | 1                                           | 0                                           | 0                                           | 105                                         | 42                                          | 3e                                          | Roda JC                                     | 16 augustus 1986                            | Feyenoord - PEC Zwolle, 3-2                  |                                             |                                             |
| Vlag van Nederland                          | 17                                          | Jimmy Simons                                | 7                                           | 2                                           | 0                                           | 0                                           | 0                                           | 0                                           | 0                                           | 0                                           | 7                                           | 2                                           | 1e                                          | Jong Feyenoord                              | 2 april 1989                                | Feyenoord - FC Den Bosch, 3-0                |                                             |                                             |
| Vlag van Nederland                          | 17                                          | Jimmy Simons                                | 7                                           | 2                                           | 0                                           | 0                                           | 0                                           | 0                                           | 0                                           | 0                                           | 7                                           | 2                                           | 1e                                          | Jong Feyenoord                              | 2 april 1989                                | Feyenoord - FC Den Bosch, 3-0                |                                             |                                             |
| Vlag van Nederland                          | 17                                          | Gaston Taument                              | 1                                           | 0                                           | 0                                           | 0                                           | 0                                           | 0                                           | 0                                           | 0                                           | 1                                           | 0                                           | 1e                                          | Jong Feyenoord                              | 2 april 1989                                | Feyenoord - FC Den Bosch, 3-0                |                                             |                                             |
| Vlag van Nederland                          | 17                                          | Gaston Taument                              | 1                                           | 0                                           | 0                                           | 0                                           | 0                                           | 0                                           | 0                                           | 0                                           | 1                                           | 0                                           | 1e                                          | Jong Feyenoord                              | 2 april 1989                                | Feyenoord - FC Den Bosch, 3-0                |                                             |                                             |
| Vlag van Nederland                          | 31                                          | Peter Houtman                               | 22                                          | 7                                           | 0                                           | 1                                           | 0                                           | 0                                           | 0                                           | 0                                           | 22                                          | 8                                           | 6e                                          | Jong Feyenoord                              | 27 augustus 1978                            | Feyenoord - NEC, 0-0                         |                                             |                                             |
| Vlag van Nederland                          | 31                                          | Peter Houtman                               | 132                                         | 84                                          | 0                                           | 1                                           | 6                                           | 0                                           | 0                                           | 0                                           | 138                                         | 85                                          | 6e                                          | Jong Feyenoord                              | 27 augustus 1978                            | Feyenoord - NEC, 0-0                         |                                             |                                             |
| Vlag van Australië                          | 26                                          | David Mitchell                              | 11                                          | 3                                           | 0                                           | 1                                           | 0                                           | 0                                           | 0                                           | 0                                           | 11                                          | 4                                           | 2e                                          | Eintracht Frankfurt                         | 16 augustus 1987                            | Willem IIFeyenoord, 2-3                      |                                             |                                             |
| Vlag van Australië                          | 26                                          | David Mitchell                              | 40                                          | 12                                          | 0                                           | 1                                           | 5                                           | 2                                           | 0                                           | 0                                           | 45                                          | 15                                          | 2e                                          | Eintracht Frankfurt                         | 16 augustus 1987                            | Willem IIFeyenoord, 2-3                      |                                             |                                             |

### Technische en medische staf
| Technische Staf |           |                |      |
| Rob Jacobs      | Nederland | Hoofdtrainer   | 1988 |
| Lex Schoenmaker | Nederland | Hulptrainer    | 1987 |
| Pim Doesburg    | Nederland | Keeperstrainer | 1988 |

## Transfers

### Transfers in de zomer
| Naam            | Nationaliteit | Positie | Oude club            | Bedrag                  |
| --------------- | ------------- | ------- | -------------------- | ----------------------- |
| Henryk Bolesta  | Polen         | DM      | Widzew lodz          | Onbekend                |
| John Metgod     | Nederland     | VD      | Tottenham Hotspur FC | fl. 700.000 / € 318.000 |
| Paul Nortan     | Nederland     | VD      | AZ Alkmaar           | fl. 400.000 / € 182.000 |
| Marcel Brands   | Nederland     | MV      | RKC Waalwijk         | Onbekend                |
| Martin van Geel | Nederland     | MV      | Roda JC              | Onbekend                |
| Tom Krommendijk | Nederland     | MV      | AZ Alkmaar           | Onbekend                |
| Ton Lokhoff     | Nederland     | MV      | Nimes Olympique      | Onbekend                |
| Peter Houtman   | Nederland     | AV      | Sporting Lissabon    | Onbekend                |
| Wlodi Smolarek  | Polen         | AV      | Eintracht Frankfurt  | fl. 600.000 / € 273.000 |
| Zier Tebbenhoff | Nederland     | AV      | Jong Feyenoord       | Onbekend                |

| Naam             | Nationaliteit | Positie | Oude club      | Bedrag                    |
| ---------------- | ------------- | ------- | -------------- | ------------------------- |
| Jos van Herpen   | Nederland     | VD      | RKC Waalwijk   | Onbekend                  |
| Keje Molenaar    | Nederland     | VD      | SVV            | Transfervrij              |
| Kenneth Monkou   | Nederland     | VD      | Chelsea FC     | fl. 250.000 / € 113.000   |
| Ton Rietbroek    | Nederland     | VD      | SVV            | Onbekend                  |
| Ben Wijnstekers  | Nederland     | VD      | RC Mechelen    | Onbekend                  |
| Mario Been       | Nederland     | MV      | AC Pisa 1909   | fl. 1.000.000 / € 455.000 |
| Regi Blinker     | Nederland     | MV      | FC Den Bosch   | Onbekend                  |
| André Hoekstra   | Nederland     | MV      | RKC Waalwijk   | Onbekend                  |
| Tom Krommendijk  | Nederland     | MV      | Cercle Brugge  | Huur                      |
| Frank Roosa      | Nederland     | MV      | SVV            | Onbekend                  |
| Jerry Simons     | Nederland     | MV      | Spartaan'20    | Onbekend                  |
| Reza Uitman      | Nederland     | MV      | MVV Maastricht | fl. 180.000 / € 82.000    |
| Virgil Breetveld | Nederland     | AV      | SVV            | fl. 50.000 / € 23.000     |
| Wendel Fräser    | Nederland     | AV      | RBC Roosendaal | Onbekend                  |
| David Mitchell   | Australië     | AV      | Chelsea FC     | fl. 530.000 / € 241.000   |
| Ed Roos          | Nederland     | AV      | PEC Zwolle     | Onbekend                  |

## Wedstrijden

### Augustus
| zondag 21 augustus 1988 14:30 uur, Speelronde 1 Eredivisie                 | Feyenoord         | 2-2 (2-0) | PSV                        | Opstelling Feyenoord | Opstelling PSV |  |
| Stadion: De Kuip, Rotterdam Toeschouwers: 45.511 Scheidsrechter: Egbertzen | Mitchell 19', 21' |           | 52' Gillhaus 89' Vanenburg | Hiele, Metgod , Nortan, Troost, Wijnstekers , Barendse 77' ( Molenaar), Brands, Lokhoff, van Geel, Mitchell 77' ( Róth), Smolarek RESERVEBANK: Molenaar, Róth | van Breukelen, Gerets , R. Koeman, Nielsen 14' ( Koot), Valckx, van Aerle , Heintze, Lerby 79' ( Linskens), Gillhaus, Kieft, Vanenburg RESERVEBANK: Koot, Linskens |  |
| Stadion: De Kuip, Rotterdam Toeschouwers: 45.511 Scheidsrechter: Egbertzen |                   |           |                            | Hiele, Metgod , Nortan, Troost, Wijnstekers , Barendse 77' ( Molenaar), Brands, Lokhoff, van Geel, Mitchell 77' ( Róth), Smolarek RESERVEBANK: Molenaar, Róth | van Breukelen, Gerets , R. Koeman, Nielsen 14' ( Koot), Valckx, van Aerle , Heintze, Lerby 79' ( Linskens), Gillhaus, Kieft, Vanenburg RESERVEBANK: Koot, Linskens |  |
| Stadion: De Kuip, Rotterdam Toeschouwers: 45.511 Scheidsrechter: Egbertzen |                   |           |                            | Hiele, Metgod , Nortan, Troost, Wijnstekers , Barendse 77' ( Molenaar), Brands, Lokhoff, van Geel, Mitchell 77' ( Róth), Smolarek RESERVEBANK: Molenaar, Róth | van Breukelen, Gerets , R. Koeman, Nielsen 14' ( Koot), Valckx, van Aerle , Heintze, Lerby 79' ( Linskens), Gillhaus, Kieft, Vanenburg RESERVEBANK: Koot, Linskens |  |
|                                                                            |                   |           |                            | | |  |

| woensdag 24 augustus 1988 20:00 uur, Speelronde 2 Eredivisie                    | RKC Waalwijk    | 1-1 (0-1) | Feyenoord    | Opstelling RKC Waalwijk                                                                               | Opstelling Feyenoord |  |
| Stadion: Sportpark Olympia, Waalwijk Toeschouwers: 7.500 Scheidsrechter: Houben | van de Wiel 50' |           | 25' van Geel | Teeuwen, Bogers, Brard, Das, Gouda, Hutten , van Herpen, Hoekstra, Schapendonk, Treffers, van de Wiel | Hiele, Metgod, Nortan, Troost, Wijnstekers , Brands 65' ( Molenaar), Krommendijk 51' ( Hofman), Lokhoff, van Geel, Mitchell, Smolarek RESERVEBANK: Hofman, Molenaar |  |
| Stadion: Sportpark Olympia, Waalwijk Toeschouwers: 7.500 Scheidsrechter: Houben |                 |           |              | Teeuwen, Bogers, Brard, Das, Gouda, Hutten , van Herpen, Hoekstra, Schapendonk, Treffers, van de Wiel | Hiele, Metgod, Nortan, Troost, Wijnstekers , Brands 65' ( Molenaar), Krommendijk 51' ( Hofman), Lokhoff, van Geel, Mitchell, Smolarek RESERVEBANK: Hofman, Molenaar |  |
| Stadion: Sportpark Olympia, Waalwijk Toeschouwers: 7.500 Scheidsrechter: Houben |                 |           |              | Teeuwen, Bogers, Brard, Das, Gouda, Hutten , van Herpen, Hoekstra, Schapendonk, Treffers, van de Wiel | Hiele, Metgod, Nortan, Troost, Wijnstekers , Brands 65' ( Molenaar), Krommendijk 51' ( Hofman), Lokhoff, van Geel, Mitchell, Smolarek RESERVEBANK: Hofman, Molenaar |  |
|                                                                                 |                 |           |              | | |  |

| zondag 28 augustus 1988 14:30 uur, Speelronde 3 Eredivisie                       | HFC Haarlem | 1-2 (1-1) | Feyenoord                 | Opstelling HFC Haarlem | Opstelling Feyenoord |  |
| Stadion: Haarlemstadion, Haarlem Toeschouwers: 6.500 Scheidsrechter: van Swieten | Linger 1'   |           | 45' Smolarek 54' Mitchell | E. Metgod , Atteveld, Baas , Linger 68' ( Dikstaal), Numan, Stafleu, van Tour, Matthaei , Peeper, van Roon, van Velzen RESERVEBANK: Dikstaal | Hiele, Heus , J. Metgod , Molenaar, Nortan, Wijnstekers, Brands 24' ( Barendse), Lokhoff, van Geel, Mitchell, Smolarek 85' ( Hofman) RESERVEBANK: Hofman, Barendse |  |
| Stadion: Haarlemstadion, Haarlem Toeschouwers: 6.500 Scheidsrechter: van Swieten |             |           |                           | E. Metgod , Atteveld, Baas , Linger 68' ( Dikstaal), Numan, Stafleu, van Tour, Matthaei , Peeper, van Roon, van Velzen RESERVEBANK: Dikstaal | Hiele, Heus , J. Metgod , Molenaar, Nortan, Wijnstekers, Brands 24' ( Barendse), Lokhoff, van Geel, Mitchell, Smolarek 85' ( Hofman) RESERVEBANK: Hofman, Barendse |  |
| Stadion: Haarlemstadion, Haarlem Toeschouwers: 6.500 Scheidsrechter: van Swieten |             |           |                           | E. Metgod , Atteveld, Baas , Linger 68' ( Dikstaal), Numan, Stafleu, van Tour, Matthaei , Peeper, van Roon, van Velzen RESERVEBANK: Dikstaal | Hiele, Heus , J. Metgod , Molenaar, Nortan, Wijnstekers, Brands 24' ( Barendse), Lokhoff, van Geel, Mitchell, Smolarek 85' ( Hofman) RESERVEBANK: Hofman, Barendse |  |
|                                                                                  |             |           |                           | | |  |

| woensdag 31 augustus 1988 20:30 uur, Speelronde 4 Eredivisie            | Feyenoord       | 2-1 (2-0) | FC Groningen         | Opstelling Feyenoord | Opstelling FC Groningen |  |
| Stadion: De Kuip, Rotterdam Toeschouwers: 14.475 Scheidsrechter: Thomas | Hofman 30', 44' |           | 73' (pen) Eijkelkamp | Hiele, Heus, Nortan, Troost, Wijnstekers , Brands 46' ( Molenaar), Lokhoff, van Geel 61' ( Barendse), Hofman, Mitchell, Smolarek RESERVEBANK: Molenaar, Barendse | Storm, Koevermans, Koorman 72' ( Groeleken), de Wolf , van Dijk , Olde Riekerink, Regtop, Roossien, ten Caat, Eijkelkamp, Meijer RESERVEBANK: Groeleken |  |
| Stadion: De Kuip, Rotterdam Toeschouwers: 14.475 Scheidsrechter: Thomas |                 |           |                      | Hiele, Heus, Nortan, Troost, Wijnstekers , Brands 46' ( Molenaar), Lokhoff, van Geel 61' ( Barendse), Hofman, Mitchell, Smolarek RESERVEBANK: Molenaar, Barendse | Storm, Koevermans, Koorman 72' ( Groeleken), de Wolf , van Dijk , Olde Riekerink, Regtop, Roossien, ten Caat, Eijkelkamp, Meijer RESERVEBANK: Groeleken |  |
| Stadion: De Kuip, Rotterdam Toeschouwers: 14.475 Scheidsrechter: Thomas |                 |           |                      | Hiele, Heus, Nortan, Troost, Wijnstekers , Brands 46' ( Molenaar), Lokhoff, van Geel 61' ( Barendse), Hofman, Mitchell, Smolarek RESERVEBANK: Molenaar, Barendse | Storm, Koevermans, Koorman 72' ( Groeleken), de Wolf , van Dijk , Olde Riekerink, Regtop, Roossien, ten Caat, Eijkelkamp, Meijer RESERVEBANK: Groeleken |  |
|                                                                         |                 |           |                      | | |  |

### September
| zondag 4 september 1988 14:30 uur, Speelronde 5 Eredivisie                              | FC Utrecht                                   | 3-1 (2-1) | Feyenoord   | Opstelling FC Utrecht | Opstelling Feyenoord |  |
| Stadion: Stadion Galgenwaard, Utrecht Toeschouwers: 15.500 Scheidsrechter: Blankenstein | Alflen 15', 26' Linford 55' Plomp 70' (pen.) |           | 29' Lokhoff | Gerards, Nijholt, Plomp , Steinmann , Verrips, Verschoor, de Kock, van der Meer, Alflen, Boogers 85' ( de Kruyff), Linford 75' ( van Delden) RESERVEBANK: van Delden, de Kruyff | Hiele, Heus, J. Metgod , Nortan , Wijnstekers, Brands 46' ( Blinker), Lokhoff, van Geel, Hofman, Mitchell , Smolarek RESERVEBANK: Blinker |  |
| Stadion: Stadion Galgenwaard, Utrecht Toeschouwers: 15.500 Scheidsrechter: Blankenstein |                                              |           |             | Gerards, Nijholt, Plomp , Steinmann , Verrips, Verschoor, de Kock, van der Meer, Alflen, Boogers 85' ( de Kruyff), Linford 75' ( van Delden) RESERVEBANK: van Delden, de Kruyff | Hiele, Heus, J. Metgod , Nortan , Wijnstekers, Brands 46' ( Blinker), Lokhoff, van Geel, Hofman, Mitchell , Smolarek RESERVEBANK: Blinker |  |
| Stadion: Stadion Galgenwaard, Utrecht Toeschouwers: 15.500 Scheidsrechter: Blankenstein |                                              |           |             | Gerards, Nijholt, Plomp , Steinmann , Verrips, Verschoor, de Kock, van der Meer, Alflen, Boogers 85' ( de Kruyff), Linford 75' ( van Delden) RESERVEBANK: van Delden, de Kruyff | Hiele, Heus, J. Metgod , Nortan , Wijnstekers, Brands 46' ( Blinker), Lokhoff, van Geel, Hofman, Mitchell , Smolarek RESERVEBANK: Blinker |  |
|                                                                                         |                                              |           |             | | |  |

| zondag 18 september 1988 14:30 uur, Speelronde 6 Eredivisie                | Feyenoord                                                 | 5-2 (1-0) | MVV Maastricht          | Opstelling Feyenoord | Opstelling MVV Maastricht |  |
| Stadion: De Kuip, Rotterdam Toeschouwers: 10.058 Scheidsrechter: de Munnik | Metgod 23' Brands 53' Hofman 57' Lokhoff 58' van Geel 75' |           | 69' (pen) Arts 84' Thal | Hiele, Heus, Metgod , Monkou 48' ( Molenaar), Nortan, Troost, Brands, Lokhoff, van Geel, Hofman, Smolarek 46' ( Krommendijk) RESERVEBANK: Molenaar, Krommendijk | de Haan, Arts, Thal, Delahaije, Driessen, Linders, Maas 49' ( Quaden), Uitman 63' ( van den Boorn), Vanderbroeck, Vincent, de Jong RESERVEBANK: Quaden, van den Boorn |  |
| Stadion: De Kuip, Rotterdam Toeschouwers: 10.058 Scheidsrechter: de Munnik |                                                           |           |                         | Hiele, Heus, Metgod , Monkou 48' ( Molenaar), Nortan, Troost, Brands, Lokhoff, van Geel, Hofman, Smolarek 46' ( Krommendijk) RESERVEBANK: Molenaar, Krommendijk | de Haan, Arts, Thal, Delahaije, Driessen, Linders, Maas 49' ( Quaden), Uitman 63' ( van den Boorn), Vanderbroeck, Vincent, de Jong RESERVEBANK: Quaden, van den Boorn |  |
| Stadion: De Kuip, Rotterdam Toeschouwers: 10.058 Scheidsrechter: de Munnik |                                                           |           |                         | Hiele, Heus, Metgod , Monkou 48' ( Molenaar), Nortan, Troost, Brands, Lokhoff, van Geel, Hofman, Smolarek 46' ( Krommendijk) RESERVEBANK: Molenaar, Krommendijk | de Haan, Arts, Thal, Delahaije, Driessen, Linders, Maas 49' ( Quaden), Uitman 63' ( van den Boorn), Vanderbroeck, Vincent, de Jong RESERVEBANK: Quaden, van den Boorn |  |
|                                                                            |                                                           |           |                         | | |  |

| zondag 25 september 1988 14:30 uur, Speelronde 7 Eredivisie                   | Feyenoord                                         | 4-2 (0-1) | Fortuna Sittard  | Opstelling Feyenoord | Opstelling Fortuna Sittard |  |
| Stadion: De Kuip, Rotterdam Toeschouwers: 11.092 Scheidsrechter: van der Niet | Metgod 53' van Geel 76' Brands 80' Tebbenhoff 86' |           | 35', 51' Clayton | Hiele, Heus 64' ( Tebbenhoff), Metgod , Monkou, Nortan, Troost, Brands, Lokhoff, van Geel, Hofman, Smolarek RESERVEBANK: Tebbenhoff | Hesp, Boessen, Duut, Frijns, Maessen, Reijners 61' ( Mordang) 84' ( Griffith), Jalink, Marcel Liesdek, de Vries, Clayton, Lens RESERVEBANK: Mordang, Griffith |  |
| Stadion: De Kuip, Rotterdam Toeschouwers: 11.092 Scheidsrechter: van der Niet |                                                   |           |                  | Hiele, Heus 64' ( Tebbenhoff), Metgod , Monkou, Nortan, Troost, Brands, Lokhoff, van Geel, Hofman, Smolarek RESERVEBANK: Tebbenhoff | Hesp, Boessen, Duut, Frijns, Maessen, Reijners 61' ( Mordang) 84' ( Griffith), Jalink, Marcel Liesdek, de Vries, Clayton, Lens RESERVEBANK: Mordang, Griffith |  |
| Stadion: De Kuip, Rotterdam Toeschouwers: 11.092 Scheidsrechter: van der Niet |                                                   |           |                  | Hiele, Heus 64' ( Tebbenhoff), Metgod , Monkou, Nortan, Troost, Brands, Lokhoff, van Geel, Hofman, Smolarek RESERVEBANK: Tebbenhoff | Hesp, Boessen, Duut, Frijns, Maessen, Reijners 61' ( Mordang) 84' ( Griffith), Jalink, Marcel Liesdek, de Vries, Clayton, Lens RESERVEBANK: Mordang, Griffith |  |
|                                                                               |                                                   |           |                  | | |  |

### Oktober
| zondag 2 oktober 1988 14:30 uur, 1e ronde KNVB Beker         | RCH | 0-5 (0-2) | Feyenoord                                                           | Opstelling RCH | Opstelling Feyenoord |
| Stadion: Sportparklaan, Heemstede Toeschouwers: 4.000 Thomas |     |           | 4' van Geel 14' Tebbenhoff 78' Mitchell 88' Krommendijk 90' Lokhoff |                |                      |
| Stadion: Sportparklaan, Heemstede Toeschouwers: 4.000 Thomas |     |           |                                                                     |                |                      |
| Stadion: Sportparklaan, Heemstede Toeschouwers: 4.000 Thomas |     |           |                                                                     |                |                      |
|                                                              |     |           |                                                                     |                |                      |

| zondag 23 oktober 1988 14:30 uur, Speelronde 10 Eredivisie                             | BVV Den Bosch                 | 2-0 (2-0) | Feyenoord | Opstelling BVV Den Bosch | Opstelling Feyenoord |  |
| Stadion: Stadion De Vliert, Den Bosch Toeschouwers: 7.100 Scheidsrechter: van der Laar | van der Hoorn 11' Blinker 24' |           |           | van Grinsven, Goossens, Willems, van Eck, van der Hoorn, van der Linden, Beukers, Blinker, Brood 37' ( Burg), van der Hoeven, van Duren RESERVEBANK: Burg | Hiele, Heus 28' ( Mitchell), Metgod , Molenaar 73' ( Tebbenhoff), Monkou, Nortan, Brands , Lokhoff, van Geel, Hofman, Smolarek RESERVEBANK: Mitchell, Tebbenhoff |  |
| Stadion: Stadion De Vliert, Den Bosch Toeschouwers: 7.100 Scheidsrechter: van der Laar |                               |           |           | van Grinsven, Goossens, Willems, van Eck, van der Hoorn, van der Linden, Beukers, Blinker, Brood 37' ( Burg), van der Hoeven, van Duren RESERVEBANK: Burg | Hiele, Heus 28' ( Mitchell), Metgod , Molenaar 73' ( Tebbenhoff), Monkou, Nortan, Brands , Lokhoff, van Geel, Hofman, Smolarek RESERVEBANK: Mitchell, Tebbenhoff |  |
| Stadion: Stadion De Vliert, Den Bosch Toeschouwers: 7.100 Scheidsrechter: van der Laar |                               |           |           | van Grinsven, Goossens, Willems, van Eck, van der Hoorn, van der Linden, Beukers, Blinker, Brood 37' ( Burg), van der Hoeven, van Duren RESERVEBANK: Burg | Hiele, Heus 28' ( Mitchell), Metgod , Molenaar 73' ( Tebbenhoff), Monkou, Nortan, Brands , Lokhoff, van Geel, Hofman, Smolarek RESERVEBANK: Mitchell, Tebbenhoff |  |
|                                                                                        |                               |           |           | | |  |

| zondag 30 oktober 1988 14:30 uur, Speelronde 11 Eredivisie                 | Feyenoord                                                      | 5-0 (3-0) | Willem II | Opstelling Feyenoord | Opstelling Willem II |  |
| Stadion: De Kuip, Rotterdam Toeschouwers: 12.745 Scheidsrechter: Egbertzen | Smolarek 12' Houtman 22', 69', 80' van Buuren 42' (eigen goal) |           |           | Hiele, Heus, Metgod , Nortan 70' ( Mitchell), Troost, Brands, Lokhoff, van Geel, Hofman 46' ( Monkou), Houtman, Smolarek RESERVEBANK: Monkou, Mitchell | Brugel, Mallien, Wolffs 46' ( Kogeldans), de Kleine, Godee, Holtkamp, van Buuren, Brocken, van Straalen, van der Ark 84' ( de Romijn), van der Borgt RESERVEBANK: Kogeldans, de Romijn |  |
| Stadion: De Kuip, Rotterdam Toeschouwers: 12.745 Scheidsrechter: Egbertzen |                                                                |           |           | Hiele, Heus, Metgod , Nortan 70' ( Mitchell), Troost, Brands, Lokhoff, van Geel, Hofman 46' ( Monkou), Houtman, Smolarek RESERVEBANK: Monkou, Mitchell | Brugel, Mallien, Wolffs 46' ( Kogeldans), de Kleine, Godee, Holtkamp, van Buuren, Brocken, van Straalen, van der Ark 84' ( de Romijn), van der Borgt RESERVEBANK: Kogeldans, de Romijn |  |
| Stadion: De Kuip, Rotterdam Toeschouwers: 12.745 Scheidsrechter: Egbertzen |                                                                |           |           | Hiele, Heus, Metgod , Nortan 70' ( Mitchell), Troost, Brands, Lokhoff, van Geel, Hofman 46' ( Monkou), Houtman, Smolarek RESERVEBANK: Monkou, Mitchell | Brugel, Mallien, Wolffs 46' ( Kogeldans), de Kleine, Godee, Holtkamp, van Buuren, Brocken, van Straalen, van der Ark 84' ( de Romijn), van der Borgt RESERVEBANK: Kogeldans, de Romijn |  |
|                                                                            |                                                                |           |           | | |  |

### November
| woensdag 2 november 20:00 uur, Speelronde 9 Eredivisie                      | Feyenoord               | 2-2 (1-2) | VVV-Venlo             | Opstelling Feyenoord | Opstelling VVV-Venlo |  |
| Stadion: De Kuip, Rotterdam Toeschouwers: 9.000 Scheidsrechter: van Swieten | van Geel 1' Houtman 68' |           | 19' Hoekman 35' Eijer | Hiele, Heus, Metgod , Nortan, Troost, Brands 75' ( Barendse), Lokhoff , van Geel, Mitchell 75' ( Hofman), Houtman, Smolarek RESERVEBANK: Hofman, Barendse | Roox, Nijssen , Rutten , Verhagen, van Berge Henegouwen, Luhukay, Peters 46' ( Verberne), Reijnierse, Hoekman, Eijer, Stewart RESERVEBANK: Verberne |  |
| Stadion: De Kuip, Rotterdam Toeschouwers: 9.000 Scheidsrechter: van Swieten |                         |           |                       | Hiele, Heus, Metgod , Nortan, Troost, Brands 75' ( Barendse), Lokhoff , van Geel, Mitchell 75' ( Hofman), Houtman, Smolarek RESERVEBANK: Hofman, Barendse | Roox, Nijssen , Rutten , Verhagen, van Berge Henegouwen, Luhukay, Peters 46' ( Verberne), Reijnierse, Hoekman, Eijer, Stewart RESERVEBANK: Verberne |  |
| Stadion: De Kuip, Rotterdam Toeschouwers: 9.000 Scheidsrechter: van Swieten |                         |           |                       | Hiele, Heus, Metgod , Nortan, Troost, Brands 75' ( Barendse), Lokhoff , van Geel, Mitchell 75' ( Hofman), Houtman, Smolarek RESERVEBANK: Hofman, Barendse | Roox, Nijssen , Rutten , Verhagen, van Berge Henegouwen, Luhukay, Peters 46' ( Verberne), Reijnierse, Hoekman, Eijer, Stewart RESERVEBANK: Verberne |  |
|                                                                             |                         |           |                       | | |  |

| zondag 6 november 1988 14:30 uur, Speelronde 12 Eredivisie                  | SC Veendam | 1-2 (0-1) | Feyenoord        | Opstelling SC Veendam                                                                         | Opstelling Feyenoord |  |
| Stadion: De Langeleegte, Veendam Toeschouwers: 7.000 Scheidsrechter: Houben | Nijgh 83'  |           | 7', 77' van Geel | Hoekstra, Gall, Steenge, Wiebing, de Haan, Söllner, Veldmate, van Buuren, Jans, Mulder, Nijgh | Hiele, Heus , Metgod , Monkou, Nortan 79' ( Brands), Troost, Lokhoff, van Geel, Hofman 69' ( Mitchell), Houtman, Smolarek RESERVEBANK: Mitchell, Brands |  |
| Stadion: De Langeleegte, Veendam Toeschouwers: 7.000 Scheidsrechter: Houben |            |           |                  | Hoekstra, Gall, Steenge, Wiebing, de Haan, Söllner, Veldmate, van Buuren, Jans, Mulder, Nijgh | Hiele, Heus , Metgod , Monkou, Nortan 79' ( Brands), Troost, Lokhoff, van Geel, Hofman 69' ( Mitchell), Houtman, Smolarek RESERVEBANK: Mitchell, Brands |  |
| Stadion: De Langeleegte, Veendam Toeschouwers: 7.000 Scheidsrechter: Houben |            |           |                  | Hoekstra, Gall, Steenge, Wiebing, de Haan, Söllner, Veldmate, van Buuren, Jans, Mulder, Nijgh | Hiele, Heus , Metgod , Monkou, Nortan 79' ( Brands), Troost, Lokhoff, van Geel, Hofman 69' ( Mitchell), Houtman, Smolarek RESERVEBANK: Mitchell, Brands |  |
|                                                                             |            |           |                  |                                                                                               | |  |

| zondag 13 november 14:30 uur, Speelronde 13 Eredivisie                        | Feyenoord          | 1-2 (0-0) | Ajax                 | Opstelling Feyenoord | Opstelling Ajax |  |
| Stadion: De Kuip, Rotterdam Toeschouwers: 50.289 Scheidsrechter: van der Laar | van Geel 80' (Pen) |           | 56' Bergkamp 77' Roy | Hiele 14' ( de Jognh), Heus, Metgod 60' ( Mitchell), Monkou, Nortan, Barendse, Lokhoff, van Geel, Hofman, Houtman, Smolarek RESERVEBANK: de Jognh, Mitchell | Menzo, Blind, Larsson, Verkuijl, F. de Boer, Mühren, Witschge 67' ( Scholten), Wouters, Bergkamp, Pettersson, van 't Schip 67' ( Roy) RESERVEBANK: Roy, Scholten |  |
| Stadion: De Kuip, Rotterdam Toeschouwers: 50.289 Scheidsrechter: van der Laar |                    |           |                      | Hiele 14' ( de Jognh), Heus, Metgod 60' ( Mitchell), Monkou, Nortan, Barendse, Lokhoff, van Geel, Hofman, Houtman, Smolarek RESERVEBANK: de Jognh, Mitchell | Menzo, Blind, Larsson, Verkuijl, F. de Boer, Mühren, Witschge 67' ( Scholten), Wouters, Bergkamp, Pettersson, van 't Schip 67' ( Roy) RESERVEBANK: Roy, Scholten |  |
| Stadion: De Kuip, Rotterdam Toeschouwers: 50.289 Scheidsrechter: van der Laar |                    |           |                      | Hiele 14' ( de Jognh), Heus, Metgod 60' ( Mitchell), Monkou, Nortan, Barendse, Lokhoff, van Geel, Hofman, Houtman, Smolarek RESERVEBANK: de Jognh, Mitchell | Menzo, Blind, Larsson, Verkuijl, F. de Boer, Mühren, Witschge 67' ( Scholten), Wouters, Bergkamp, Pettersson, van 't Schip 67' ( Roy) RESERVEBANK: Roy, Scholten |  |
|                                                                               |                    |           |                      | | |  |

| zondag 27 november 1988 14:30 uur, Speelronde 14 Eredivisie                    | PEC Zwolle         | 2-4 (0-3) | Feyenoord                                | Opstelling PEC Zwolle | Opstelling Feyenoord |  |
| Stadion: Oosterenkstadion, Zwolle Toeschouwers: 8.000 Scheidsrechter: Reygwart | Roos 51' Cooke 52' |           | 28', 33' Smolarek 40' Houtman 56' Hofman | Abma, Hansma, Leusink 35' ( van Ankeren), Patrick, Veldwijk, Duim, Smook, de Meijer, Cooke, Roos, van der Waart 35' ( van Oostrum) RESERVEBANK: van Ankeren, van Oostrum | de Jongh, Heus, Metgod , Monkou, Nortan, Barendse, Lokhoff, van Geel, Hofman, Houtman, Smolarek 50' ( Brands) RESERVEBANK: Brands |  |
| Stadion: Oosterenkstadion, Zwolle Toeschouwers: 8.000 Scheidsrechter: Reygwart |                    |           |                                          | Abma, Hansma, Leusink 35' ( van Ankeren), Patrick, Veldwijk, Duim, Smook, de Meijer, Cooke, Roos, van der Waart 35' ( van Oostrum) RESERVEBANK: van Ankeren, van Oostrum | de Jongh, Heus, Metgod , Monkou, Nortan, Barendse, Lokhoff, van Geel, Hofman, Houtman, Smolarek 50' ( Brands) RESERVEBANK: Brands |  |
| Stadion: Oosterenkstadion, Zwolle Toeschouwers: 8.000 Scheidsrechter: Reygwart |                    |           |                                          | Abma, Hansma, Leusink 35' ( van Ankeren), Patrick, Veldwijk, Duim, Smook, de Meijer, Cooke, Roos, van der Waart 35' ( van Oostrum) RESERVEBANK: van Ankeren, van Oostrum | de Jongh, Heus, Metgod , Monkou, Nortan, Barendse, Lokhoff, van Geel, Hofman, Houtman, Smolarek 50' ( Brands) RESERVEBANK: Brands |  |
|                                                                                |                    |           |                                          | | |  |

### December
| zondag 11 december 1988 14:30 uur, Speelronde 16 Eredivisie                              | FC Twente                                                    | 6-1 (3-0) | Feyenoord  | Opstelling FC Twente | Opstelling Feyenoord |  |
| Stadion: Stadion Het Diekman, Enschede Toeschouwers: 10.000 Scheidsrechter: Blankenstein | Roelofsen 10' Huistra 12' Keur 27', 68' Balm 51' Schmidt 52' |           | 56' Hofman | de Koning, Elzinga, Paus, Rutten , Scharmin, Balm, Roelofsen, Huistra, Keur, Neijenhuis 62' ( Bosch), Schmidt RESERVEBANK: Bosch | de Jongh, Heus, Metgod 46' ( Hofman), Molenaar, Nortan 59' ( Brands), Troost, Barendse, Lokhoff, van Geel, Houtman, Smolarek RESERVEBANK: Brands, Hofman |  |
| Stadion: Stadion Het Diekman, Enschede Toeschouwers: 10.000 Scheidsrechter: Blankenstein |                                                              |           |            | de Koning, Elzinga, Paus, Rutten , Scharmin, Balm, Roelofsen, Huistra, Keur, Neijenhuis 62' ( Bosch), Schmidt RESERVEBANK: Bosch | de Jongh, Heus, Metgod 46' ( Hofman), Molenaar, Nortan 59' ( Brands), Troost, Barendse, Lokhoff, van Geel, Houtman, Smolarek RESERVEBANK: Brands, Hofman |  |
| Stadion: Stadion Het Diekman, Enschede Toeschouwers: 10.000 Scheidsrechter: Blankenstein |                                                              |           |            | de Koning, Elzinga, Paus, Rutten , Scharmin, Balm, Roelofsen, Huistra, Keur, Neijenhuis 62' ( Bosch), Schmidt RESERVEBANK: Bosch | de Jongh, Heus, Metgod 46' ( Hofman), Molenaar, Nortan 59' ( Brands), Troost, Barendse, Lokhoff, van Geel, Houtman, Smolarek RESERVEBANK: Brands, Hofman |  |
|                                                                                          |                                                              |           |            | | |  |

| zondag 18 december 1988 14:30 uur, Speelronde 17 Eredivisie               | Feyenoord               | 2-1 (1-1) | Roda JC         | Opstelling Feyenoord | Opstelling Roda JC |  |
| Stadion: De Kuip, Rotterdam Toeschouwers: 7.851 Scheidsrechter: Egbertzen | Monkou 15' Smolarek 90' |           | 11' Groenendijk | de Jongh, Heus, Monkou, Troost, Barendse, Brands, Lokhoff, van Geel 63' ( Houtman), Hofman 84' ( Tebbenhoff), Mitchell, Smolarek RESERVEBANK: Houtman, Tebbenhoff | Nederburgh, Brandts 4' ( Broeders ), Diliberto , Fraser, Hanssens, Trost, Boerebach, Groenendijk , Suvrijn, van der Luer 81' ( Haan), van Loen RESERVEBANK: Broeders, Haan |  |
| Stadion: De Kuip, Rotterdam Toeschouwers: 7.851 Scheidsrechter: Egbertzen |                         |           |                 | de Jongh, Heus, Monkou, Troost, Barendse, Brands, Lokhoff, van Geel 63' ( Houtman), Hofman 84' ( Tebbenhoff), Mitchell, Smolarek RESERVEBANK: Houtman, Tebbenhoff | Nederburgh, Brandts 4' ( Broeders ), Diliberto , Fraser, Hanssens, Trost, Boerebach, Groenendijk , Suvrijn, van der Luer 81' ( Haan), van Loen RESERVEBANK: Broeders, Haan |  |
| Stadion: De Kuip, Rotterdam Toeschouwers: 7.851 Scheidsrechter: Egbertzen |                         |           |                 | de Jongh, Heus, Monkou, Troost, Barendse, Brands, Lokhoff, van Geel 63' ( Houtman), Hofman 84' ( Tebbenhoff), Mitchell, Smolarek RESERVEBANK: Houtman, Tebbenhoff | Nederburgh, Brandts 4' ( Broeders ), Diliberto , Fraser, Hanssens, Trost, Boerebach, Groenendijk , Suvrijn, van der Luer 81' ( Haan), van Loen RESERVEBANK: Broeders, Haan |  |
|                                                                           |                         |           |                 | | |  |

| woensdag 21 december 1988 20:00 uur, Speelronde 15 Eredivisie             | Feyenoord                           | 3-2 (2-0) | Sparta                   | Opstelling Feyenoord | Opstelling Sparta |  |
| Stadion: De Kuip, Rotterdam Toeschouwers: 9.635 Scheidsrechter: Uilenberg | van Geel 21' Lokhoff 33' Hofman 61' |           | 51' Beukers 88' Lengkeek | de Jongh, Heus 46' ( Nortan), Monkou, Troost, Barendse, Brands, Lokhoff, van Geel, Hofman, Houtman, Smolarek RESERVEBANK: Nortan | de Goeij, Snoei 67' ( Knel), Wijnberg, Beukers, Luyten, Mulder, Olde Riekerink, Sandel, Lengkeek , Vurens 67' ( van Stee), van den Berg RESERVEBANK: Knel, van Stee |  |
| Stadion: De Kuip, Rotterdam Toeschouwers: 9.635 Scheidsrechter: Uilenberg |                                     |           |                          | de Jongh, Heus 46' ( Nortan), Monkou, Troost, Barendse, Brands, Lokhoff, van Geel, Hofman, Houtman, Smolarek RESERVEBANK: Nortan | de Goeij, Snoei 67' ( Knel), Wijnberg, Beukers, Luyten, Mulder, Olde Riekerink, Sandel, Lengkeek , Vurens 67' ( van Stee), van den Berg RESERVEBANK: Knel, van Stee |  |
| Stadion: De Kuip, Rotterdam Toeschouwers: 9.635 Scheidsrechter: Uilenberg |                                     |           |                          | de Jongh, Heus 46' ( Nortan), Monkou, Troost, Barendse, Brands, Lokhoff, van Geel, Hofman, Houtman, Smolarek RESERVEBANK: Nortan | de Goeij, Snoei 67' ( Knel), Wijnberg, Beukers, Luyten, Mulder, Olde Riekerink, Sandel, Lengkeek , Vurens 67' ( van Stee), van den Berg RESERVEBANK: Knel, van Stee |  |
|                                                                           |                                     |           |                          | | |  |

### Januari
| zondag 8 januari 1989 14:30 uur, 2e ronde KNVB Beker                   | RKC Waalwijk | 1-6 (0-4) | Feyenoord                                                        | Opstelling RKC Waalwijk | Opstelling Feyenoord |
| Stadion: Sportpark Olympia, Waalwijk Toeschouwers: 10.000 van der Niet | Hoekstra 73' |           | 14', 39' Smolarek 36' Brands 38' Hofman 58' Houtman 79' van Geel |                         |                      |
| Stadion: Sportpark Olympia, Waalwijk Toeschouwers: 10.000 van der Niet |              |           |                                                                  |                         |                      |
| Stadion: Sportpark Olympia, Waalwijk Toeschouwers: 10.000 van der Niet |              |           |                                                                  |                         |                      |
|                                                                        |              |           |                                                                  |                         |                      |

| zondag 22 januari 1989 14:30 uur, Speelronde 19 Eredivisie                | Feyenoord | 0-0 | RKC Waalwijk | Opstelling Feyenoord | Opstelling RKC Waalwijk                                                                                    |  |
| Stadion: De Kuip, Rotterdam Toeschouwers: 8.630 Scheidsrechter: de Munnik |           |     |              | de Jongh, Heus, Metgod, Nortan, Troost 63' ( Monkou), Brands 79', Lokhoff, van Geel, Hofman, Houtman, Smolarek RESERVEBANK: Monkou | Vonk, Bogers, Brard, Das, Hutten , van Hintum, Hoekstra, van der Elst , Schapendonk, Treffers, van de Wiel |  |
| Stadion: De Kuip, Rotterdam Toeschouwers: 8.630 Scheidsrechter: de Munnik |           |     |              | de Jongh, Heus, Metgod, Nortan, Troost 63' ( Monkou), Brands 79', Lokhoff, van Geel, Hofman, Houtman, Smolarek RESERVEBANK: Monkou | Vonk, Bogers, Brard, Das, Hutten , van Hintum, Hoekstra, van der Elst , Schapendonk, Treffers, van de Wiel |  |
| Stadion: De Kuip, Rotterdam Toeschouwers: 8.630 Scheidsrechter: de Munnik |           |     |              | de Jongh, Heus, Metgod, Nortan, Troost 63' ( Monkou), Brands 79', Lokhoff, van Geel, Hofman, Houtman, Smolarek RESERVEBANK: Monkou | Vonk, Bogers, Brard, Das, Hutten , van Hintum, Hoekstra, van der Elst , Schapendonk, Treffers, van de Wiel |  |
|                                                                           |           |     |              | | |  |

| zondag 29 januari 1989 14:30 uur, Speelronde 18 Eredivisie                      | PSV         | 1-0 (0-0) | Feyenoord | Opstelling PSV | Opstelling Feyenoord |  |
| Stadion: Philips Stadion, Eindhoven Toeschouwers: 27.500 Scheidsrechter: Houben | Romário 87' |           |           | Lodewijks, Gerets, R. Koeman , Valckx, Veldman, Lerby, Linskens, Ellerman 75' ( Janssen), Gillhaus, Romário, Vanenburg RESERVEBANK: Janssen | Bolesta, Heus , Metgod , Monkou, Nortan, Troost, Barendse , Lokhoff , van Geel, Hofman 70' ( Houtman), Smolarek RESERVEBANK: Houtman |  |
| Stadion: Philips Stadion, Eindhoven Toeschouwers: 27.500 Scheidsrechter: Houben |             |           |           | Lodewijks, Gerets, R. Koeman , Valckx, Veldman, Lerby, Linskens, Ellerman 75' ( Janssen), Gillhaus, Romário, Vanenburg RESERVEBANK: Janssen | Bolesta, Heus , Metgod , Monkou, Nortan, Troost, Barendse , Lokhoff , van Geel, Hofman 70' ( Houtman), Smolarek RESERVEBANK: Houtman |  |
| Stadion: Philips Stadion, Eindhoven Toeschouwers: 27.500 Scheidsrechter: Houben |             |           |           | Lodewijks, Gerets, R. Koeman , Valckx, Veldman, Lerby, Linskens, Ellerman 75' ( Janssen), Gillhaus, Romário, Vanenburg RESERVEBANK: Janssen | Bolesta, Heus , Metgod , Monkou, Nortan, Troost, Barendse , Lokhoff , van Geel, Hofman 70' ( Houtman), Smolarek RESERVEBANK: Houtman |  |
|                                                                                 |             |           |           | | |  |

### Februari
| zondag 5 februari 1989 14:30 uur, Speelronde 8 Eredivisie           | FC Volendam | 1-3 (1-0) | Feyenoord                           | Opstelling FC Volendam | Opstelling Feyenoord |  |
| Stadion: Kras Stadion, Volendam Toeschouwers: 8.000 Scheidsrechter: | Duif 22'    |           | 72' Houtman 77' Smolarek 89' Hofman | Schilder, Bakker, Guyt, Samuel, Steltenpool 83' ( Bond), Duif, Plugboer, Sneekes, Steur 83' ( van der Poppe), van Loon , van Dorpel RESERVEBANK: van der Poppe, Bond | Bolesta, Metgod , Monkou, Nortan, Troost 81' ( Róth), Brands, Lokhoff, van der Plas, Hofman, Houtman, Smolarek RESERVEBANK: Róth |  |
| Stadion: Kras Stadion, Volendam Toeschouwers: 8.000 Scheidsrechter: |             |           |                                     | Schilder, Bakker, Guyt, Samuel, Steltenpool 83' ( Bond), Duif, Plugboer, Sneekes, Steur 83' ( van der Poppe), van Loon , van Dorpel RESERVEBANK: van der Poppe, Bond | Bolesta, Metgod , Monkou, Nortan, Troost 81' ( Róth), Brands, Lokhoff, van der Plas, Hofman, Houtman, Smolarek RESERVEBANK: Róth |  |
| Stadion: Kras Stadion, Volendam Toeschouwers: 8.000 Scheidsrechter: |             |           |                                     | Schilder, Bakker, Guyt, Samuel, Steltenpool 83' ( Bond), Duif, Plugboer, Sneekes, Steur 83' ( van der Poppe), van Loon , van Dorpel RESERVEBANK: van der Poppe, Bond | Bolesta, Metgod , Monkou, Nortan, Troost 81' ( Róth), Brands, Lokhoff, van der Plas, Hofman, Houtman, Smolarek RESERVEBANK: Róth |  |
|                                                                     |             |           |                                     | | |  |

| zondag 12 februari 1989 14:30 uur, Speelronde 20 Eredivisie               | Feyenoord                      | 3-0 (1-0) | Haarlem | Opstelling Feyenoord | Opstelling Haarlem |  |
| Stadion: De Kuip, Rotterdam Toeschouwers: 6.851 Scheidsrechter: Uilenberg | Hofman 25' Róth 60' Monkou 77' |           |         | Bolesta, Heus, J. Metgod 69' ( Monkou), Róth, Troost, Brands, Lokhoff, van Geel, Hofman, Houtman 57' ( Tebbenhoff), Smolarek RESERVEBANK: Monkou, Tebbenhoff | E. Metgod, Atteveld, Baas, Doesburg , Numan , van Tour 57' ( Linger), Dikstaal, Matthaei, Peeper, Holverda, Kranthove RESERVEBANK: Linger |  |
| Stadion: De Kuip, Rotterdam Toeschouwers: 6.851 Scheidsrechter: Uilenberg |                                |           |         | Bolesta, Heus, J. Metgod 69' ( Monkou), Róth, Troost, Brands, Lokhoff, van Geel, Hofman, Houtman 57' ( Tebbenhoff), Smolarek RESERVEBANK: Monkou, Tebbenhoff | E. Metgod, Atteveld, Baas, Doesburg , Numan , van Tour 57' ( Linger), Dikstaal, Matthaei, Peeper, Holverda, Kranthove RESERVEBANK: Linger |  |
| Stadion: De Kuip, Rotterdam Toeschouwers: 6.851 Scheidsrechter: Uilenberg |                                |           |         | Bolesta, Heus, J. Metgod 69' ( Monkou), Róth, Troost, Brands, Lokhoff, van Geel, Hofman, Houtman 57' ( Tebbenhoff), Smolarek RESERVEBANK: Monkou, Tebbenhoff | E. Metgod, Atteveld, Baas, Doesburg , Numan , van Tour 57' ( Linger), Dikstaal, Matthaei, Peeper, Holverda, Kranthove RESERVEBANK: Linger |  |
|                                                                           |                                |           |         | | |  |

| woensdag 15 februari 1989 14:30 uur, 3e ronde KNVB Beker                     | Feyenoord | 0-2 (0-2) | Willem II             | Opstelling Feyenoord | Opstelling Willem II |  |
| Stadion: De Kuip, Rotterdam Toeschouwers: 6.045 Scheidsrechter: van der Laar |           |           | 4', 38' van der Borgt | Bolesta, Troost ' ( Monkou), Brands, Metgod, Heus ' ( Tebbenhoff), Lokhoff, Róth, van Geel, Hofman, Houtman 57' (, Smolarek RESERVEBANK: Monkou, Tebbenhoff | Jansen, Jaspers, van Rossum, Werdekker, Mallien, Feskens, Wolffs ' ( van Gobbel), Brocken, Godee, Loggie, van der Borgt RESERVEBANK: van Gobbel |  |
| Stadion: De Kuip, Rotterdam Toeschouwers: 6.045 Scheidsrechter: van der Laar |           |           |                       | Bolesta, Troost ' ( Monkou), Brands, Metgod, Heus ' ( Tebbenhoff), Lokhoff, Róth, van Geel, Hofman, Houtman 57' (, Smolarek RESERVEBANK: Monkou, Tebbenhoff | Jansen, Jaspers, van Rossum, Werdekker, Mallien, Feskens, Wolffs ' ( van Gobbel), Brocken, Godee, Loggie, van der Borgt RESERVEBANK: van Gobbel |  |
| Stadion: De Kuip, Rotterdam Toeschouwers: 6.045 Scheidsrechter: van der Laar |           |           |                       | Bolesta, Troost ' ( Monkou), Brands, Metgod, Heus ' ( Tebbenhoff), Lokhoff, Róth, van Geel, Hofman, Houtman 57' (, Smolarek RESERVEBANK: Monkou, Tebbenhoff | Jansen, Jaspers, van Rossum, Werdekker, Mallien, Feskens, Wolffs ' ( van Gobbel), Brocken, Godee, Loggie, van der Borgt RESERVEBANK: van Gobbel |  |
|                                                                              |           |           |                       | | |  |

| zondag 19 februari 1989 14:30 uur, Speelronde 21 Eredivisie                          | FC Groningen   | 1-1 (0-1) | Feyenoord   | Opstelling FC Groningen | Opstelling Feyenoord |  |
| Stadion: Stadion Oosterpark, Groningen Toeschouwers: 8.500 Scheidsrechter: Egbertzen | Koevermans 73' |           | 15' Lokhoff | Tukker, Koevermans, Boekweg, de Wolf , Regtop 66' ( Groeleken), van Dijk , Olde Riekerink , Roossien, Meijer, ten Caat, Eijkelkamp RESERVEBANK: Groeleken | Bolesta, Monkou , Troost, Brands, Heus, Lokhoff, Nortan, Metgod , Hofman 60' ( Houtman), van Geel, Smolarek RESERVEBANK: Houtman |  |
| Stadion: Stadion Oosterpark, Groningen Toeschouwers: 8.500 Scheidsrechter: Egbertzen |                |           |             | Tukker, Koevermans, Boekweg, de Wolf , Regtop 66' ( Groeleken), van Dijk , Olde Riekerink , Roossien, Meijer, ten Caat, Eijkelkamp RESERVEBANK: Groeleken | Bolesta, Monkou , Troost, Brands, Heus, Lokhoff, Nortan, Metgod , Hofman 60' ( Houtman), van Geel, Smolarek RESERVEBANK: Houtman |  |
| Stadion: Stadion Oosterpark, Groningen Toeschouwers: 8.500 Scheidsrechter: Egbertzen |                |           |             | Tukker, Koevermans, Boekweg, de Wolf , Regtop 66' ( Groeleken), van Dijk , Olde Riekerink , Roossien, Meijer, ten Caat, Eijkelkamp RESERVEBANK: Groeleken | Bolesta, Monkou , Troost, Brands, Heus, Lokhoff, Nortan, Metgod , Hofman 60' ( Houtman), van Geel, Smolarek RESERVEBANK: Houtman |  |
|                                                                                      |                |           |             | | |  |

### Maart
| zondag 5 maart 1989 14:30 uur, Speelronde 23 Eredivisie                        | MVV Maastricht | 1-0 (1-0) | Feyenoord | Opstelling MVV Maastricht | Opstelling Feyenoord |  |
| Stadion: De Geusselt, Maastricht Toeschouwers: 8.500 Scheidsrechter: de Munnik | Driessen 12'   |           |           | de Haan, Arts, Brandts, Quaden, Thal, Driessen, Maas, Schuman 46' ( Linders), Vincent, François, Verbeek 80' ( Vanderbroeck) RESERVEBANK: Linders, Vanderbroeck | Bolesta, Heus 53' ( Barendse), Metgod, Nortan, Róth, Troost, Brands, Lokhoff, van Geel, Hofman 53' ( Houtman), Smolarek RESERVEBANK: Houtman, Barendse |  |
| Stadion: De Geusselt, Maastricht Toeschouwers: 8.500 Scheidsrechter: de Munnik |                |           |           | de Haan, Arts, Brandts, Quaden, Thal, Driessen, Maas, Schuman 46' ( Linders), Vincent, François, Verbeek 80' ( Vanderbroeck) RESERVEBANK: Linders, Vanderbroeck | Bolesta, Heus 53' ( Barendse), Metgod, Nortan, Róth, Troost, Brands, Lokhoff, van Geel, Hofman 53' ( Houtman), Smolarek RESERVEBANK: Houtman, Barendse |  |
| Stadion: De Geusselt, Maastricht Toeschouwers: 8.500 Scheidsrechter: de Munnik |                |           |           | de Haan, Arts, Brandts, Quaden, Thal, Driessen, Maas, Schuman 46' ( Linders), Vincent, François, Verbeek 80' ( Vanderbroeck) RESERVEBANK: Linders, Vanderbroeck | Bolesta, Heus 53' ( Barendse), Metgod, Nortan, Róth, Troost, Brands, Lokhoff, van Geel, Hofman 53' ( Houtman), Smolarek RESERVEBANK: Houtman, Barendse |  |
|                                                                                |                |           |           | | |  |

| zondag 12 maart 1989 14:30 uur, Speelronde 24 Eredivisie                    | Fortuna Sittard | 1-0 (0-0) | Feyenoord | Opstelling Fortuna Sittard | Opstelling Feyenoord |  |
| Stadion: De Baandert, Sittard Toeschouwers: 6.000 Scheidsrechter: Uilenberg | Jalink 77'      |           |           | Hesp, Boessen , Duut, Kicken, Mordang, Reijners, Jalink , Liesdek, Clayton, Lens , Meijer 82' ( de Vries) RESERVEBANK: de Vries | Bolesta, Heus, Metgod , Nortan, Troost, Brands 82' ( Barendse), Lokhoff, van Geel, Hofman, Houtman 73' ( Tebbenhoff), Smolarek RESERVEBANK: Tebbenhoff, Barendse |  |
| Stadion: De Baandert, Sittard Toeschouwers: 6.000 Scheidsrechter: Uilenberg |                 |           |           | Hesp, Boessen , Duut, Kicken, Mordang, Reijners, Jalink , Liesdek, Clayton, Lens , Meijer 82' ( de Vries) RESERVEBANK: de Vries | Bolesta, Heus, Metgod , Nortan, Troost, Brands 82' ( Barendse), Lokhoff, van Geel, Hofman, Houtman 73' ( Tebbenhoff), Smolarek RESERVEBANK: Tebbenhoff, Barendse |  |
| Stadion: De Baandert, Sittard Toeschouwers: 6.000 Scheidsrechter: Uilenberg |                 |           |           | Hesp, Boessen , Duut, Kicken, Mordang, Reijners, Jalink , Liesdek, Clayton, Lens , Meijer 82' ( de Vries) RESERVEBANK: de Vries | Bolesta, Heus, Metgod , Nortan, Troost, Brands 82' ( Barendse), Lokhoff, van Geel, Hofman, Houtman 73' ( Tebbenhoff), Smolarek RESERVEBANK: Tebbenhoff, Barendse |  |
|                                                                             |                 |           |           | | |  |

| zondag 19 maart 1989 14:30 uur, Speelronde 25 Eredivisie               | Feyenoord                                                   | 4-0 (1-0) | FC Volendam | Opstelling Feyenoord | Opstelling FC Volendam |  |
| Stadion: De Kuip, Rotterdam Toeschouwers: 6.381 Scheidsrechter: Luinge | 39', 48' Brands 64' van Geel 80' (eigen goal) van der Poppe |           |             | Bolesta, Heus, Metgod 21' ( Barendse), Nortan, Troost, Brands, Lokhoff, van Geel, Hofman, Houtman 46' ( Tebbenhoff), Smolarek RESERVEBANK: Barendse, Tebbenhoff | Schilder, Bakker, Guyt, Samuel, Duif 58' ( Tol), Plugboer, Sneekes, Steur, van Loon 68' ( van der Poppe), Zwarthoed, van Dorpel RESERVEBANK: Tol, van der Poppe |  |
| Stadion: De Kuip, Rotterdam Toeschouwers: 6.381 Scheidsrechter: Luinge |                                                             |           |             | Bolesta, Heus, Metgod 21' ( Barendse), Nortan, Troost, Brands, Lokhoff, van Geel, Hofman, Houtman 46' ( Tebbenhoff), Smolarek RESERVEBANK: Barendse, Tebbenhoff | Schilder, Bakker, Guyt, Samuel, Duif 58' ( Tol), Plugboer, Sneekes, Steur, van Loon 68' ( van der Poppe), Zwarthoed, van Dorpel RESERVEBANK: Tol, van der Poppe |  |
| Stadion: De Kuip, Rotterdam Toeschouwers: 6.381 Scheidsrechter: Luinge |                                                             |           |             | Bolesta, Heus, Metgod 21' ( Barendse), Nortan, Troost, Brands, Lokhoff, van Geel, Hofman, Houtman 46' ( Tebbenhoff), Smolarek RESERVEBANK: Barendse, Tebbenhoff | Schilder, Bakker, Guyt, Samuel, Duif 58' ( Tol), Plugboer, Sneekes, Steur, van Loon 68' ( van der Poppe), Zwarthoed, van Dorpel RESERVEBANK: Tol, van der Poppe |  |
|                                                                        |                                                             |           |             | | |  |

| maandag 27 maart 1989 14:30 uur, Speelronde 26 Eredivisie                    | VVV-Venlo   | 1-1 (0-1) | Feyenoord    | Opstelling VVV-Venlo | Opstelling Feyenoord |  |
| Stadion: Stadion de Koel, Venlo Toeschouwers: 8.000 Scheidsrechter: Reygwart | Stewart 55' |           | 17' Smolarek | Roox, Nijssen, Rutten, van Berge Henegouwen, Luhukay, Reijnierse, Rijnink, Slagboom, Verberne 88' ( Weerts), Korsten, van den Ham 46' ( Stewart) RESERVEBANK: Stewart, Weerts | Hiele, Heus, Metgod, Nortan 46' ( Róth ), Troost, Barendse, Brands, Lokhoff, van Geel, Tebbenhoff, Smolarek 46' ( Hofman) RESERVEBANK: Róth, Hofman |  |
| Stadion: Stadion de Koel, Venlo Toeschouwers: 8.000 Scheidsrechter: Reygwart |             |           |              | Roox, Nijssen, Rutten, van Berge Henegouwen, Luhukay, Reijnierse, Rijnink, Slagboom, Verberne 88' ( Weerts), Korsten, van den Ham 46' ( Stewart) RESERVEBANK: Stewart, Weerts | Hiele, Heus, Metgod, Nortan 46' ( Róth ), Troost, Barendse, Brands, Lokhoff, van Geel, Tebbenhoff, Smolarek 46' ( Hofman) RESERVEBANK: Róth, Hofman |  |
| Stadion: Stadion de Koel, Venlo Toeschouwers: 8.000 Scheidsrechter: Reygwart |             |           |              | Roox, Nijssen, Rutten, van Berge Henegouwen, Luhukay, Reijnierse, Rijnink, Slagboom, Verberne 88' ( Weerts), Korsten, van den Ham 46' ( Stewart) RESERVEBANK: Stewart, Weerts | Hiele, Heus, Metgod, Nortan 46' ( Róth ), Troost, Barendse, Brands, Lokhoff, van Geel, Tebbenhoff, Smolarek 46' ( Hofman) RESERVEBANK: Róth, Hofman |  |
|                                                                              |             |           |              | | |  |

### April
| zondag 2 april 1989 14:30 uur, Speelronde 27 Eredivisie                | Feyenoord                                | 3-0 (1-0) | FC Den Bosch | Opstelling Feyenoord | Opstelling FC Den Bosch |  |
| Stadion: De Kuip, Rotterdam Toeschouwers: 7.490 Scheidsrechter: Houben | van Geel 21' Tebbenhoff 65' Barendse 77' |           |              | Hiele, Heus, Nortan, Troost, Barendse, Brands, Lokhoff 80' ( Taument), van Geel, Hofman 56' ( Simons), Smolarek, Tebbenhoff RESERVEBANK: Simons, Taument | van Grinsven 76' ( van de Kamp), Bults, Gösgens, Willems, van Eck, Blinker, Brood, van der Hoeven, Krüzen, van Duren, van Schijndel 42' ( de Gier) RESERVEBANK: van de Kamp, de Gier |  |
| Stadion: De Kuip, Rotterdam Toeschouwers: 7.490 Scheidsrechter: Houben |                                          |           |              | Hiele, Heus, Nortan, Troost, Barendse, Brands, Lokhoff 80' ( Taument), van Geel, Hofman 56' ( Simons), Smolarek, Tebbenhoff RESERVEBANK: Simons, Taument | van Grinsven 76' ( van de Kamp), Bults, Gösgens, Willems, van Eck, Blinker, Brood, van der Hoeven, Krüzen, van Duren, van Schijndel 42' ( de Gier) RESERVEBANK: van de Kamp, de Gier |  |
| Stadion: De Kuip, Rotterdam Toeschouwers: 7.490 Scheidsrechter: Houben |                                          |           |              | Hiele, Heus, Nortan, Troost, Barendse, Brands, Lokhoff 80' ( Taument), van Geel, Hofman 56' ( Simons), Smolarek, Tebbenhoff RESERVEBANK: Simons, Taument | van Grinsven 76' ( van de Kamp), Bults, Gösgens, Willems, van Eck, Blinker, Brood, van der Hoeven, Krüzen, van Duren, van Schijndel 42' ( de Gier) RESERVEBANK: van de Kamp, de Gier |  |
|                                                                        |                                          |           |              | | |  |

| zondag 9 april 1989 14:30 uur, Speelronde 28 Eredivisie                                 | Willem II  | 1-2 (0-1) | Feyenoord                 | Opstelling Willem II | Opstelling Feyenoord |  |
| Stadion: Gemeentelijk Sportpark, Tilburg Toeschouwers: 10.500 Scheidsrechter: de Munnik | Loggie 48' |           | 40' Barendse 55' van Geel | Brugel, Jaspers 28' ( van Gobbel), Mallien, Werdekker, Wolffs, van Rossum, Feskens, Godee, Brocken, Loggie, van der Borgt 71' ( Donowa) RESERVEBANK: van Gobbel, Donowa | Hiele, Heus, Metgod, Nortan, Barendse, Brands, Lokhoff, van Geel, van der Plas, Tebbenhoff 80' ( Hofman), Simons RESERVEBANK: Hofman |  |
| Stadion: Gemeentelijk Sportpark, Tilburg Toeschouwers: 10.500 Scheidsrechter: de Munnik |            |           |                           | Brugel, Jaspers 28' ( van Gobbel), Mallien, Werdekker, Wolffs, van Rossum, Feskens, Godee, Brocken, Loggie, van der Borgt 71' ( Donowa) RESERVEBANK: van Gobbel, Donowa | Hiele, Heus, Metgod, Nortan, Barendse, Brands, Lokhoff, van Geel, van der Plas, Tebbenhoff 80' ( Hofman), Simons RESERVEBANK: Hofman |  |
| Stadion: Gemeentelijk Sportpark, Tilburg Toeschouwers: 10.500 Scheidsrechter: de Munnik |            |           |                           | Brugel, Jaspers 28' ( van Gobbel), Mallien, Werdekker, Wolffs, van Rossum, Feskens, Godee, Brocken, Loggie, van der Borgt 71' ( Donowa) RESERVEBANK: van Gobbel, Donowa | Hiele, Heus, Metgod, Nortan, Barendse, Brands, Lokhoff, van Geel, van der Plas, Tebbenhoff 80' ( Hofman), Simons RESERVEBANK: Hofman |  |
|                                                                                         |            |           |                           | | |  |

| woensdag 12 april 1989 20:30 uur, Speelronde 29 Eredivisie                   | Feyenoord                | 2-2 (1-2) | SC Veendam     | Opstelling Feyenoord | Opstelling SC Veendam |  |
| Stadion: De Kuip, Rotterdam Toeschouwers: 6.178 Scheidsrechter: van der Ende | Lokhoff 33' van Geel 55' |           | 6', 8' Steenge | Hiele, Heus, Metgod, Nortan, Barendse, Brands, Lokhoff 71' ( Hofman), van Geel, van der Plas, Simons, Tebbenhoff 28' ( Houtman) RESERVEBANK: Houtman, Hofman | Hoekstra, Fühler, Steenge, Wiebing, de Haan, Söllner, van Buuren, Hindriks, Huizingh, Jans 60' ( de Jong), Mulder 46' ( Veldmate) RESERVEBANK: de Jong, Veldmate |  |
| Stadion: De Kuip, Rotterdam Toeschouwers: 6.178 Scheidsrechter: van der Ende |                          |           |                | Hiele, Heus, Metgod, Nortan, Barendse, Brands, Lokhoff 71' ( Hofman), van Geel, van der Plas, Simons, Tebbenhoff 28' ( Houtman) RESERVEBANK: Houtman, Hofman | Hoekstra, Fühler, Steenge, Wiebing, de Haan, Söllner, van Buuren, Hindriks, Huizingh, Jans 60' ( de Jong), Mulder 46' ( Veldmate) RESERVEBANK: de Jong, Veldmate |  |
| Stadion: De Kuip, Rotterdam Toeschouwers: 6.178 Scheidsrechter: van der Ende |                          |           |                | Hiele, Heus, Metgod, Nortan, Barendse, Brands, Lokhoff 71' ( Hofman), van Geel, van der Plas, Simons, Tebbenhoff 28' ( Houtman) RESERVEBANK: Houtman, Hofman | Hoekstra, Fühler, Steenge, Wiebing, de Haan, Söllner, van Buuren, Hindriks, Huizingh, Jans 60' ( de Jong), Mulder 46' ( Veldmate) RESERVEBANK: de Jong, Veldmate |  |
|                                                                              |                          |           |                | | |  |

| zondag 16 april 1989 14:30 uur, Speelronde 30 Eredivisie                          | Ajax                                             | 4-1 (0-1) | Feyenoord  | Opstelling Ajax | Opstelling Feyenoord |  |
| Stadion: Olympisch Stadion, Amsterdam Toeschouwers: 52.000 Scheidsrechter: Houben | Jonk 56' Roy 82' Rob Witschge 88' R. de Boer 90' |           | 18' Simons | Menzo, Blind, Verkuijl, F. de Boer, Jonk, Scholten, Winter, Richard Witschge 68' ( Rob Witschge), Pettersson, Roy, van 't Schip 80' ( R. de Boer) RESERVEBANK: Rob Witschge, R. de Boer | Hiele, Metgod, Nortan, Troost , Barendse, Brands 63' ( Hofman), Lokhoff, van Geel, van der Plas 41' ( Róth ), Tebbenhoff, Simons RESERVEBANK: Hofman, Róth |  |
| Stadion: Olympisch Stadion, Amsterdam Toeschouwers: 52.000 Scheidsrechter: Houben |                                                  |           |            | Menzo, Blind, Verkuijl, F. de Boer, Jonk, Scholten, Winter, Richard Witschge 68' ( Rob Witschge), Pettersson, Roy, van 't Schip 80' ( R. de Boer) RESERVEBANK: Rob Witschge, R. de Boer | Hiele, Metgod, Nortan, Troost , Barendse, Brands 63' ( Hofman), Lokhoff, van Geel, van der Plas 41' ( Róth ), Tebbenhoff, Simons RESERVEBANK: Hofman, Róth |  |
| Stadion: Olympisch Stadion, Amsterdam Toeschouwers: 52.000 Scheidsrechter: Houben |                                                  |           |            | Menzo, Blind, Verkuijl, F. de Boer, Jonk, Scholten, Winter, Richard Witschge 68' ( Rob Witschge), Pettersson, Roy, van 't Schip 80' ( R. de Boer) RESERVEBANK: Rob Witschge, R. de Boer | Hiele, Metgod, Nortan, Troost , Barendse, Brands 63' ( Hofman), Lokhoff, van Geel, van der Plas 41' ( Róth ), Tebbenhoff, Simons RESERVEBANK: Hofman, Róth |  |
|                                                                                   |                                                  |           |            | | |  |

| zondag 30 april 1989 14:30 uur, Speelronde 22 Eredivisie                     | Feyenoord                            | 3-3 (2-3) | FC Utrecht                   | Opstelling Feyenoord | Opstelling FC Utrecht |  |
| Stadion: De Kuip, Rotterdam Toeschouwers: 8.443 Scheidsrechter: Blankenstein | van Geel 15' Houtman 30' Lokhoff 56' |           | 1' Boogers 9', 43' Willaarts | Hiele, Heus, Metgod, Nortan, Barendse 11' ( Houtman), Brands, Lokhoff, van Geel, van der Plas, Smolarek, Tebbenhoff 65' ( Hofman) RESERVEBANK: Houtman, Hofman | van Ede, Plomp, Roest, Steinmann, Verrips, de Kock, Alflen, de Kruyff 84' ( van Halst), Boogers, Kelders 11' ( Verschoor), Willaarts RESERVEBANK: van Halst, Verschoor |  |
| Stadion: De Kuip, Rotterdam Toeschouwers: 8.443 Scheidsrechter: Blankenstein |                                      |           |                              | Hiele, Heus, Metgod, Nortan, Barendse 11' ( Houtman), Brands, Lokhoff, van Geel, van der Plas, Smolarek, Tebbenhoff 65' ( Hofman) RESERVEBANK: Houtman, Hofman | van Ede, Plomp, Roest, Steinmann, Verrips, de Kock, Alflen, de Kruyff 84' ( van Halst), Boogers, Kelders 11' ( Verschoor), Willaarts RESERVEBANK: van Halst, Verschoor |  |
| Stadion: De Kuip, Rotterdam Toeschouwers: 8.443 Scheidsrechter: Blankenstein |                                      |           |                              | Hiele, Heus, Metgod, Nortan, Barendse 11' ( Houtman), Brands, Lokhoff, van Geel, van der Plas, Smolarek, Tebbenhoff 65' ( Hofman) RESERVEBANK: Houtman, Hofman | van Ede, Plomp, Roest, Steinmann, Verrips, de Kock, Alflen, de Kruyff 84' ( van Halst), Boogers, Kelders 11' ( Verschoor), Willaarts RESERVEBANK: van Halst, Verschoor |  |
|                                                                              |                                      |           |                              | | |  |

### Mei
| zondag 7 mei 1989 14:30 uur, Speelronde 31 Eredivisie                    | Feyenoord  | 1-1 (1-0) | PEC Zwolle        | Opstelling Feyenoord | Opstelling PEC Zwolle |  |
| Stadion: De Kuip, Rotterdam Toeschouwers: 6.303 Scheidsrechter: Reygwart | Metgod 19' |           | 65' van der Waart | Hiele, Heus, Metgod, Nortan, Troost, Barendse, Lokhoff 73' ( Hofman), van Geel, van der Plas, Smolarek, Tebbenhoff 60' ( Houtman) RESERVEBANK: Houtman, Hofman | Abma, Hansma, Kamstra, Veldwijk 46' ( de Gunst), Duim, Smook, de Meijer 65' ( Roelofsen), Berghuis, Cooke, van Ankeren, van der Waart RESERVEBANK: de Gunst, Roelofsen |  |
| Stadion: De Kuip, Rotterdam Toeschouwers: 6.303 Scheidsrechter: Reygwart |            |           |                   | Hiele, Heus, Metgod, Nortan, Troost, Barendse, Lokhoff 73' ( Hofman), van Geel, van der Plas, Smolarek, Tebbenhoff 60' ( Houtman) RESERVEBANK: Houtman, Hofman | Abma, Hansma, Kamstra, Veldwijk 46' ( de Gunst), Duim, Smook, de Meijer 65' ( Roelofsen), Berghuis, Cooke, van Ankeren, van der Waart RESERVEBANK: de Gunst, Roelofsen |  |
| Stadion: De Kuip, Rotterdam Toeschouwers: 6.303 Scheidsrechter: Reygwart |            |           |                   | Hiele, Heus, Metgod, Nortan, Troost, Barendse, Lokhoff 73' ( Hofman), van Geel, van der Plas, Smolarek, Tebbenhoff 60' ( Houtman) RESERVEBANK: Houtman, Hofman | Abma, Hansma, Kamstra, Veldwijk 46' ( de Gunst), Duim, Smook, de Meijer 65' ( Roelofsen), Berghuis, Cooke, van Ankeren, van der Waart RESERVEBANK: de Gunst, Roelofsen |  |
|                                                                          |            |           |                   | | |  |

| zaterdag 13 mei 1989 19:30 uur, Speelronde 32 Eredivisie                   | Sparta Rotterdam | 1-3 (0-1) | Feyenoord             | Opstelling Sparta Rotterdam | Opstelling Feyenoord |  |
| Stadion: Het Kasteel, Rotterdam Toeschouwers: 8.500 Scheidsrechter: Houben | Beukers 58'      |           | 5', 50', 85' Smolarek | de Goeij, Eger, Libregts, Snoei , Spork 75' ( Louhenapessy), Wijnberg, G. de Nooijer, Beukers, Gerald Sandel 46' ( Polley), Valke, D. de Nooijer RESERVEBANK: Polley, Louhenapessy | Hiele, Heus, Metgod, Troost 62' ( Nortan), Barendse, Brands, Lokhoff, van Geel 72' ( Simons), van der Plas, Tebbenhoff, Smolarek RESERVEBANK: Nortan, Simons |  |
| Stadion: Het Kasteel, Rotterdam Toeschouwers: 8.500 Scheidsrechter: Houben |                  |           |                       | de Goeij, Eger, Libregts, Snoei , Spork 75' ( Louhenapessy), Wijnberg, G. de Nooijer, Beukers, Gerald Sandel 46' ( Polley), Valke, D. de Nooijer RESERVEBANK: Polley, Louhenapessy | Hiele, Heus, Metgod, Troost 62' ( Nortan), Barendse, Brands, Lokhoff, van Geel 72' ( Simons), van der Plas, Tebbenhoff, Smolarek RESERVEBANK: Nortan, Simons |  |
| Stadion: Het Kasteel, Rotterdam Toeschouwers: 8.500 Scheidsrechter: Houben |                  |           |                       | de Goeij, Eger, Libregts, Snoei , Spork 75' ( Louhenapessy), Wijnberg, G. de Nooijer, Beukers, Gerald Sandel 46' ( Polley), Valke, D. de Nooijer RESERVEBANK: Polley, Louhenapessy | Hiele, Heus, Metgod, Troost 62' ( Nortan), Barendse, Brands, Lokhoff, van Geel 72' ( Simons), van der Plas, Tebbenhoff, Smolarek RESERVEBANK: Nortan, Simons |  |
|                                                                            |                  |           |                       | | |  |

| maandag 15 mei 1989 14:30 uur, Speelronde 33 Eredivisie                      | Feyenoord  | 1-1 (1-0) | FC Twente | Opstelling Feyenoord | Opstelling FC Twente |  |
| Stadion: De Kuip, Rotterdam Toeschouwers: 14.018 Scheidsrechter: van Swieten | Brands 16' |           | 80' Keur  | Hiele, Heus, Metgod, Nortan, Troost, Barendse, Brands, Lokhoff, van Geel, Smolarek 72' ( Simons), Tebbenhoff 78' ( Houtman) RESERVEBANK: Simons, Houtman | de Koning, Elzinga, Koopman 67' ( Roelofsen), Paus, Rutten, Scharmin, Balm, Huistra, Keur, Lipponen, Schmidt 67' ( Neijenhuis) RESERVEBANK: Roelofsen, Neijenhuis |  |
| Stadion: De Kuip, Rotterdam Toeschouwers: 14.018 Scheidsrechter: van Swieten |            |           |           | Hiele, Heus, Metgod, Nortan, Troost, Barendse, Brands, Lokhoff, van Geel, Smolarek 72' ( Simons), Tebbenhoff 78' ( Houtman) RESERVEBANK: Simons, Houtman | de Koning, Elzinga, Koopman 67' ( Roelofsen), Paus, Rutten, Scharmin, Balm, Huistra, Keur, Lipponen, Schmidt 67' ( Neijenhuis) RESERVEBANK: Roelofsen, Neijenhuis |  |
| Stadion: De Kuip, Rotterdam Toeschouwers: 14.018 Scheidsrechter: van Swieten |            |           |           | Hiele, Heus, Metgod, Nortan, Troost, Barendse, Brands, Lokhoff, van Geel, Smolarek 72' ( Simons), Tebbenhoff 78' ( Houtman) RESERVEBANK: Simons, Houtman | de Koning, Elzinga, Koopman 67' ( Roelofsen), Paus, Rutten, Scharmin, Balm, Huistra, Keur, Lipponen, Schmidt 67' ( Neijenhuis) RESERVEBANK: Roelofsen, Neijenhuis |  |
|                                                                              |            |           |           | | |  |

| zondag 21 mei 1989 14:30 uur, Speelronde 34 Eredivisie                                            | Roda JC                      | 3-1 (1-0) | Feyenoord  | Opstelling Roda JC | Opstelling Feyenoord |  |
| Stadion: Gemeentelijk Sportpark Kaalheide, Kerkrade Toeschouwers: 4.500 Scheidsrechter: van Vliet | Polman 4', 86' Boerebach 75' |           | 68' Simons | Nederburgh, Broeders, Diliberto, Hanssens, Polman, Trost, Boerebach, Suvrijn, van der Luer, Haan 75' ( H. Smeets), R. Smeets 77' ( Luijpers) RESERVEBANK: H. Smeets, Luijpers | Hiele, Metgod, Nortan, Troost, Barendse 62' ( Houtman), Brands, Lokhoff, van Geel, Simons, Tebbenhoff, Smolarek 86' ( Róth) RESERVEBANK: Houtman, Róth |  |
| Stadion: Gemeentelijk Sportpark Kaalheide, Kerkrade Toeschouwers: 4.500 Scheidsrechter: van Vliet |                              |           |            | Nederburgh, Broeders, Diliberto, Hanssens, Polman, Trost, Boerebach, Suvrijn, van der Luer, Haan 75' ( H. Smeets), R. Smeets 77' ( Luijpers) RESERVEBANK: H. Smeets, Luijpers | Hiele, Metgod, Nortan, Troost, Barendse 62' ( Houtman), Brands, Lokhoff, van Geel, Simons, Tebbenhoff, Smolarek 86' ( Róth) RESERVEBANK: Houtman, Róth |  |
| Stadion: Gemeentelijk Sportpark Kaalheide, Kerkrade Toeschouwers: 4.500 Scheidsrechter: van Vliet |                              |           |            | Nederburgh, Broeders, Diliberto, Hanssens, Polman, Trost, Boerebach, Suvrijn, van der Luer, Haan 75' ( H. Smeets), R. Smeets 77' ( Luijpers) RESERVEBANK: H. Smeets, Luijpers | Hiele, Metgod, Nortan, Troost, Barendse 62' ( Houtman), Brands, Lokhoff, van Geel, Simons, Tebbenhoff, Smolarek 86' ( Róth) RESERVEBANK: Houtman, Róth |  |
|                                                                                                   |                              |           |            | | |  |

#### Keepers: Tegendoelpunten en de nul gehouden
| Speler           | Wed in actie | Doelpunten tegen | Gem  | De nul gehouden |
| ---------------- | ------------ | ---------------- | ---- | --------------- |
| Joop Hiele       | 23           | 34               | 1,48 | 2               |
| Ricardo de Jongh | 6            | 13               | 2,17 | 1               |
| Henryk Bolesta   | 7            | 5                | 0,71 | 2               |

### Eredivisie

#### Stand en punten historie
| 5 |

| 1 |

| 9 |

| 2 |

| 5 |

| 4 |

| 5 |

| 6 |

| 7 |

| 6 |

| 3 |

| 8 |

| 3 |

| 10 |

| 2 |

| 12 |

| 2 |

| 13 |

| 3 |

| 13 |

| 2 |

| 15 |

| 2 |

| 17 |

| 2 |

| 17 |

| 2 |

| 19 |

| 2 |

| 21 |

| 5 |

| 21 |

| 3 |

| 23 |

| 3 |

| 23 |

| 3 |

| 24 |

| 3 |

| 26 |

| 3 |

| 27 |

| 3 |

| 28 |

| 4 |

| 28 |

| 4 |

| 28 |

| 4 |

| 30 |

| 4 |

| 31 |

| 4 |

| 33 |

| 3 |

| 35 |

| 3 |

| 36 |

| 4 |

| 36 |

| 3 |

| 37 |

| 3 |

| 39 |

| 3 |

| 40 |

| 4 |

| 40 |

| Legenda       |                                                           |
| Plaats:       | Kwalificatie voor:                                        |
| 1e            | Geplaatst voor Europacup 1                                |
| 2e t/m 4e     | Geplaatst voor UEFA Cup                                   |
| 5e t/m 15e    | –                                                         |
| 16e           | Nacompetitie tegen degradatie naar de Eerste divisie      |
| 17e & 18e     | Degradatie naar de Eerste divisie                         |
| Symbool/kleur |                                                           |
| Gestegen      | Plaats(en) gestegen ten opzichte van vorige speelronde    |
| Stabiel       | Plaats gelijk gebleven ten opzichte van vorige speelronde |
| Gedaald       | Plaats(en) gezakt ten opzichte van vorige speelronde      |
|               | Aantal punten                                             |
| *             | Eén wedstrijd minder gespeeld.                            |

#### Eindstand
| Stand | Gespeeld | Gewonnen | Gelijk | Verloren | Punten | Doelpunten voor | Doelpunten tegen | Gele kaarten | Twee gele kaarten in 1 wedstrijd | Rode kaarten |
| ----- | -------- | -------- | ------ | -------- | ------ | --------------- | ---------------- | ------------ | -------------------------------- | ------------ |
| 4     | 34       | 15       | 10     | 9        | 40     | 66              | 52               | 24           | 1                                | 1            |

#### Thuis/uit-verhouding 1989/90
| Feyenoord thuis                                                      | 1 - 2 | 3 - 0 | 4 - 2 | 2 - 1 | 3 - 0 | 5 - 2 | 1 - 1 | 2 - 2 | 0 - 0 | 2 - 1 | 3 - 2 | 1 - 1 | 3 - 3 | 2 - 2 | 4 - 0 | 2 - 2 | 5 - 0 | 25 | 25 |
| Feyenoord uit                                                        | 4 - 1 | 2 - 0 | 1 - 0 | 1 - 1 | 1 - 2 | 1 - 0 | 2 - 4 | 1 - 0 | 1 - 1 | 3 - 1 | 1 - 3 | 6 - 1 | 3 - 1 | 1 - 2 | 1 - 3 | 1 - 1 | 1 - 2 | 15 | 15 |
| Aantal punten                                                        | 0     | 2     | 2     | 3     | 4     | 2     | 3     | 1     | 2     | 2     | 4     | 1     | 1     | 3     | 4     | 2     | 4     | 40 | 40 |
| \| Legenda \| \| Winst: 2 punten Gelijk: 1 punt Verlies: 0 punten \| |       |       |       |       |       |       |       |       |       |       |       |       |       |       |       |       |       |    |    |
| Legenda                                                              |       |       |       |       |       |       |       |       |       |       |       |       |       |       |       |       |       |    |    |
| Winst: 2 punten Gelijk: 1 punt Verlies: 0 punten                     |       |       |       |       |       |       |       |       |       |       |       |       |       |       |       |       |       |    |    |

### TOTO KNVB beker
| Stand  | Gespeeld | Gewonnen | Gelijk | Verloren | Punten | Doelpunten voor | Doelpunten tegen | Gele kaarten | Twee gele kaarten in 1 wedstrijd | Rode kaarten |
| ------ | -------- | -------- | ------ | -------- | ------ | --------------- | ---------------- | ------------ | -------------------------------- | ------------ |
| N.V.T. | 3        | 2        | 0      | 1        | N.V.T  | 11              | 3                | -            | -                                | -            |

| Totaal / Thuis / Uit | gs | w | g | v | dv | dt | ds |
| -------------------- | -- | - | - | - | -- | -- | -- |
| Totaal tussenstand   |    |   |   |   |    |    |    |
| Totaal               | 3  | 2 | 0 | 1 | 11 | 3  | 8  |
| Thuis                | 1  | 0 | 0 | 1 | 0  | 2  | -2 |
| Uit                  | 2  | 2 | 0 | 0 | 11 | 1  | 10 |

#### Toernooischema
|  | Eerste ronde       | Eerste ronde | Eerste ronde |  |                    | Tweede ronde       | Tweede ronde | Tweede ronde |  |                    | Achtste finale | Achtste finale | Achtste finale |  |  | Kwartfinale | Kwartfinale | Kwartfinale |  |  | Halve finale | Halve finale | Halve finale |  |  | Finale | Finale | Finale |
|  |                    |              |              |  |                    |                    |              |              |  |                    |                |                |                |  |  |             |             |             |  |  |              |              |              |  |  |        |        |        |
|  | Vlag van Nederland | RCH          | 0            |  |                    |                    |              |              |  |                    |                |                |                |  |  |             |             |             |  |  |              |              |              |  |  |        |        |        |
|  | Vlag van Nederland | Feyenoord    | 5            |  |                    | Vlag van Nederland | RKC Waalwijk | 1            |  |                    |                |                |                |  |  |             |             |             |  |  |              |              |              |  |  |        |        |        |
|  |                    |              |              |  | Vlag van Nederland | Feyenoord          | 6            |              |  | Vlag van Nederland | Feyenoord      | 0              |                |  |  |             |             |             |  |  |              |              |              |  |  |        |        |        |
|  |                    |              |              |  |                    |                    |              |              |  | Vlag van Nederland | Willem II      | 2              |                |  |  |             |             |             |  |  |              |              |              |  |  |        |        |        |
|  |                    |              |              |  |                    |                    |              |              |  |                    |                |                |                |  |  |             |             |             |  |  |              |              |              |  |  |        |        |        |
|  |                    |              |              |  |                    |                    |              |              |  |                    |                |                |                |  |  |             |             |             |  |  |              |              |              |  |  |        |        |        |
|  |                    |              |              |  |                    |                    |              |              |  |                    |                |                |                |  |  |             |             |             |  |  |              |              |              |  |  |        |        |        |

### Totaal
- In dit overzicht zijn alle statistieken van alle gespeelde wedstrijden in het seizoen 1988/89 verwerkt.

|                                  | Eredivisie | TOTO KNVB beker | UEFA Cup | Totaal |
| -------------------------------- | ---------- | --------------- | -------- | ------ |
| Wedstrijden                      | 34         | 3               | 0        | 37     |
| Gewonnen                         | 15         | 2               | 0        | 17     |
| Gelijk                           | 10         | 0               | 0        | 10     |
| Verloren                         | 9          | 1               | 0        | 10     |
| Thuis                            | 9          | 0               | 0        | 9      |
| Uit                              | 6          | 2               | 0        | 8      |
| Gele kaarten                     | 24         | 0               | 0        | 24     |
| Twee gele kaarten in 1 wedstrijd | 1          | 0               | 0        | 1      |
| Rode kaarten                     | 1          | 0               | 0        | 1      |
| Aantal wissels toegepast         | 61         | 0               | 0        | 61     |
| Doelpunten voor                  | 66         | 11              | 0        | 77     |
| Doelpunten tegen                 | 52         | 3               | 0        | 55     |
| -                                | +14        | +8              | 0        | +22    |
| De nul gehouden                  | 5          | 1               | 0        | 6      |

Ajax ·
BVV Den Bosch ·
Feyenoord ·
Fortuna Sittard ·
FC Groningen ·
Haarlem ·
MVV ·
PEC Zwolle '82 ·
PSV ·
RKC ·
Roda JC ·
Sparta Rotterdam ·
FC Twente ·
FC Utrecht ·
BV Veendam ·
FC Volendam ·
VVV ·
Willem II